# Houblon
Humulus lupulus
Espèce
Humulus lupulus, le Houblon ou Houblon grimpant, est une espèce de plantes à fleurs dicotylédones de la famille des Cannabaceae, originaire de l'hémisphère Nord (répartition circumboréale).
C'est une plante herbacée vivace grimpante qui est cultivée pour ses « cônes » contenant des métabolites secondaires utilisés principalement en brasserie.

## Description

### Appareil végétatif
Le houblon est une plante ligneuse, vivace, à port grimpant ou rampant en l'absence de support. C'est une liane herbacée, à grosse racine charnue de laquelle partent de longues tiges herbacées qui s'enroulent autour de leur support. Les tiges, très longues (jusqu'à plus de 10 m), cannelées, à section hexagonale, creuses sauf au niveau des entre-nœuds, sont d'abord herbacées puis se lignifient progressivement, devenant sarmenteuses en fin d'année. Ce sont des tiges volubiles, à enroulement dextrogyre, c'est-à-dire qu'elles s'enroulent dans le sens horaire (sens des aiguilles d'une montre) autour de leur support. Elles portent sur les arêtes saillantes des crochets (poils épidermiques trichomes) à une ou deux pointes qui servent à l'accrochage de la plante sur son support.
Les feuilles, opposées, à nervation palmée, à bords grossièrement dentelés, sont polymorphes : généralement profondément lobées, à 3, 5 ou 7 lobes. Les feuilles supérieures vers l'extrémité de la tige sont souvent isolées, alternes, distiques, parfois entières. Le limbe, à la base cordée et à l'apex aigu, mesure 4 à 11 cm de long sur 4 à 8 cm de large. Le pétiole, légèrement charnu, est généralement plus court que le limbe foliaire et présentent à sa base deux stipules triangulaires, aiguës. Elles sont lisses à la face supérieure (adaxiale), glabre ou à pubescence molle éparse à la face inférieure (abaxiale),.

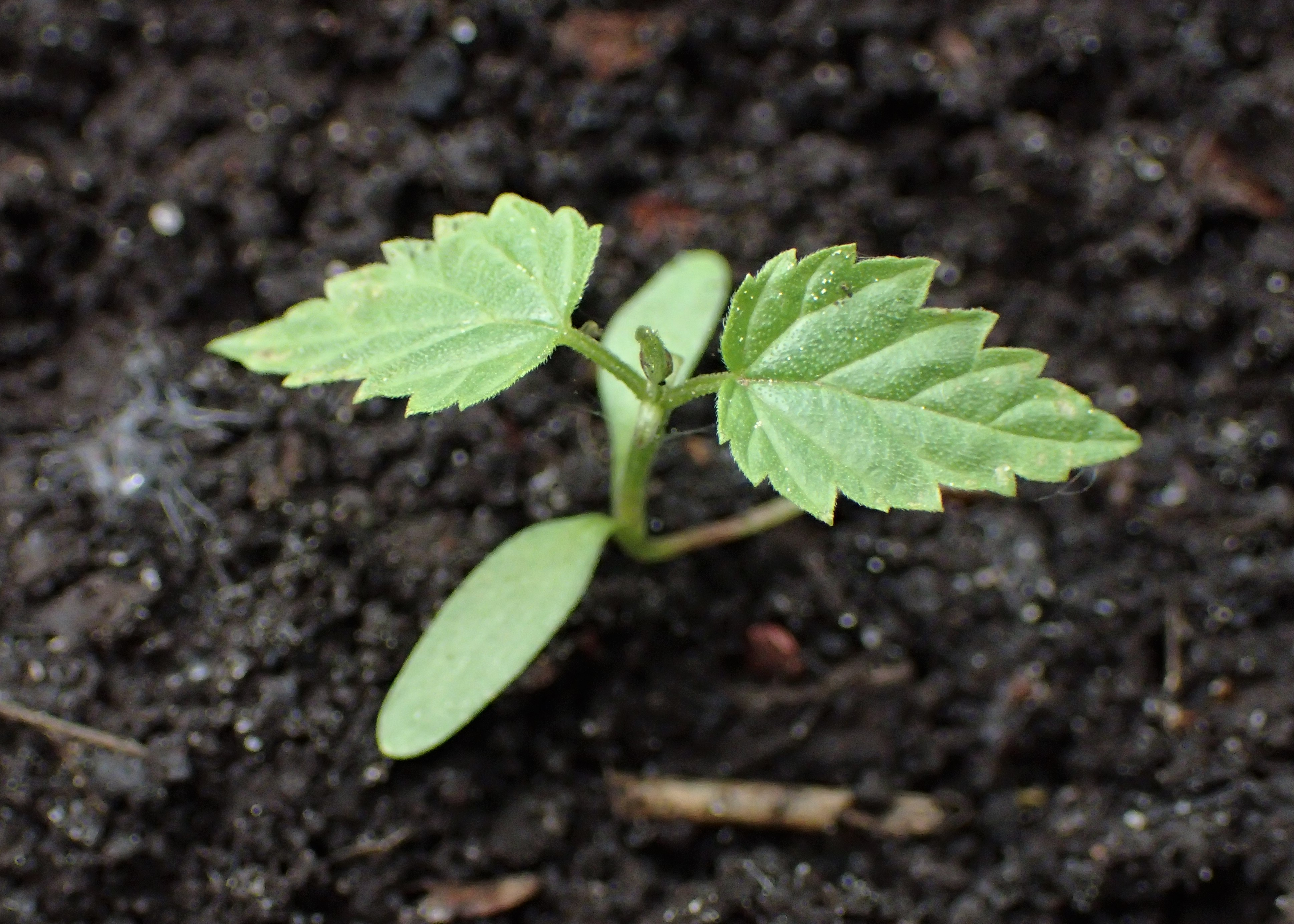
Plantule.
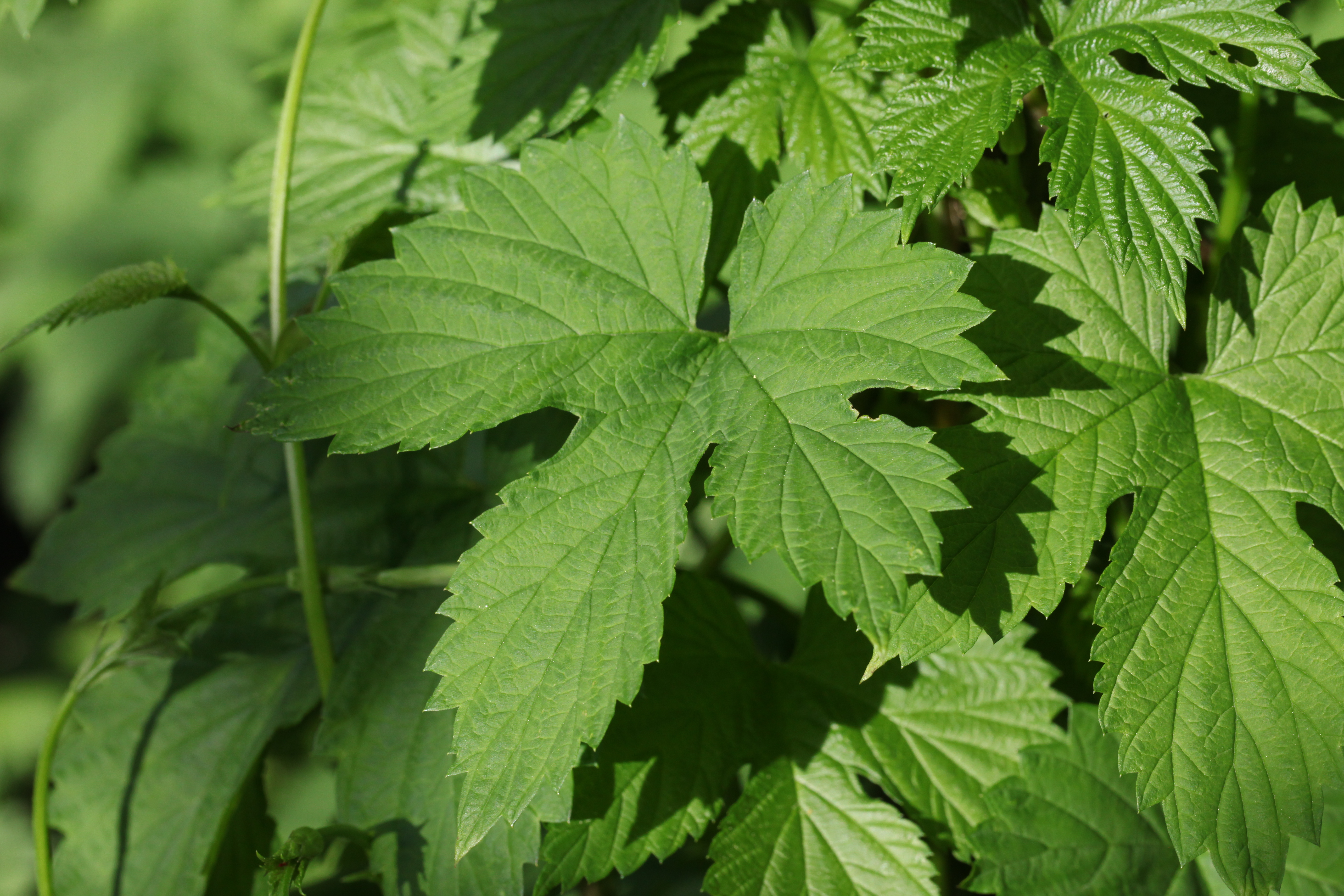
Feuilles.
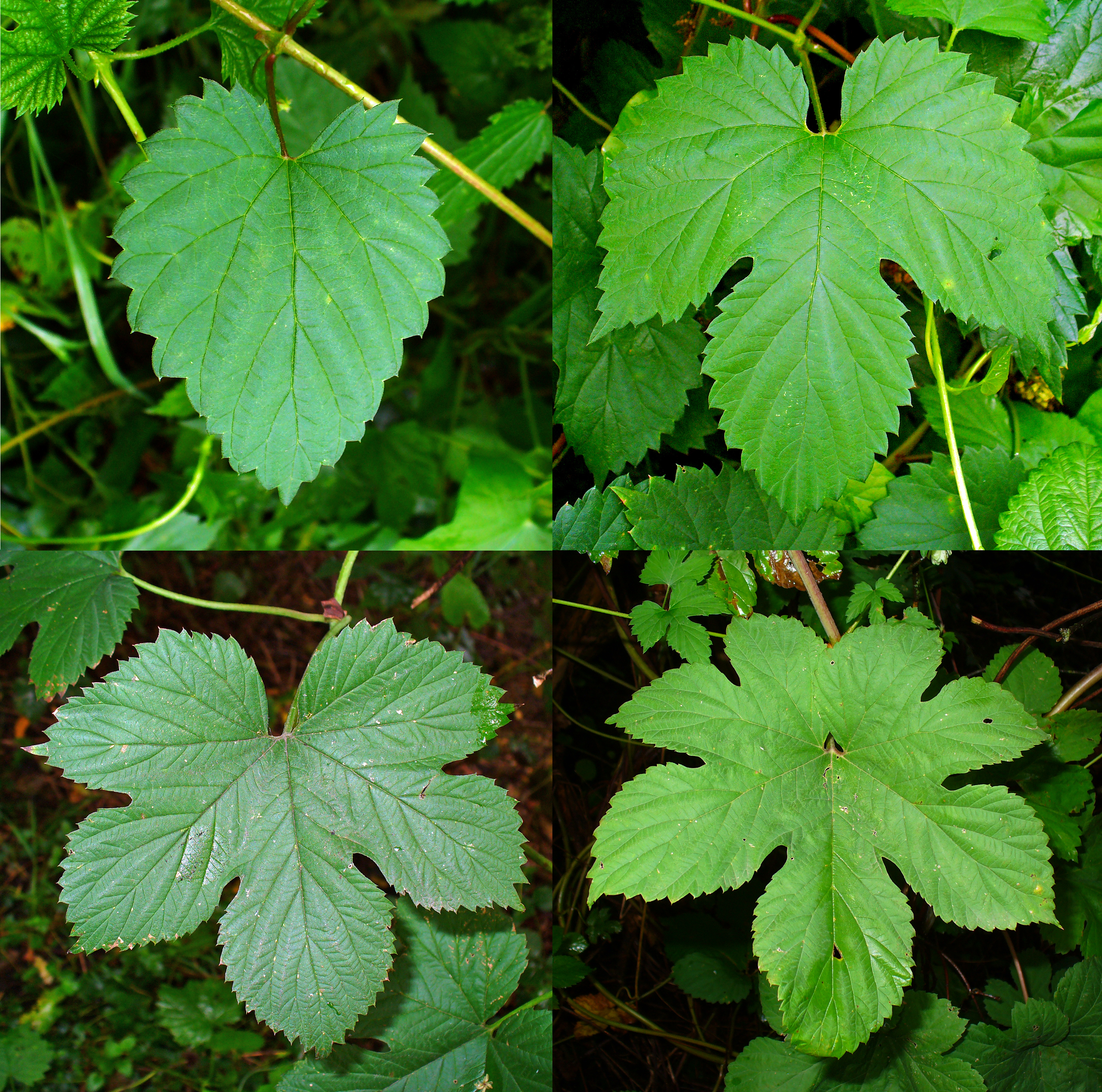
Polymorphisme foliaire.
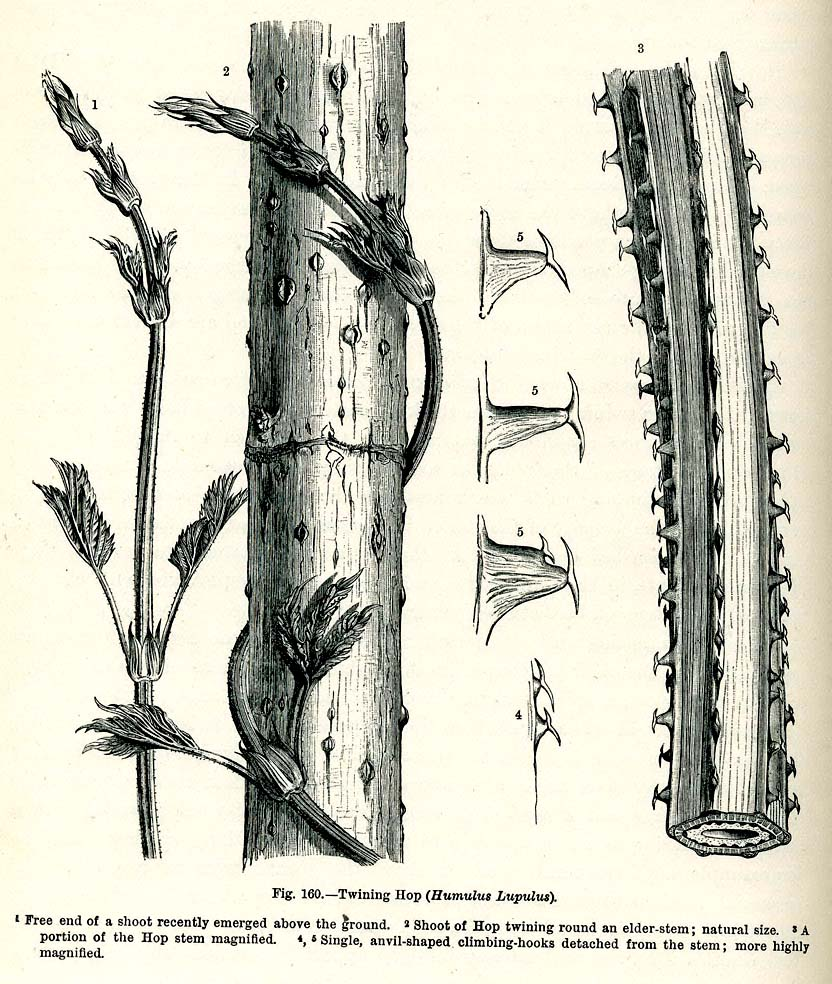
Tige et trichomes.

Le houblon est une plante dioïque, c'est-à-dire que les fleurs pistillées et les fleurs staminées sont portées par des individus différents. Occasionnellement, on peut trouver des plants monoïques, qui portent sur le même pied des fleurs mâles et femelles séparées, mais généralement stériles.

### Appareil reproducteur
Les fleurs mâles sont groupées en grappes de cymes aux entre-nœuds courts, diffuses de 7 à 14 cm de long, insérées à l'aisselle des feuilles. Chaque fleur présente cinq étamines entourées d'un périanthe de cinq tépales verdâtres. Les fleurs femelles sont groupées en strobiles, inflorescences ovoïdes appelés « cônes » de 2,5 à 5,5 cm de long. Ce sont des sortes de chatons composés de bractées foliacées, membraneuses, de couleur jaunâtre, qui se recouvrent, et à l'aisselle desquelles les fleurs femelles, protégées par des bractéoles, sont insérées par groupes de 2 à 6. Chaque fleur est réduite à un ovaire à deux carpelles, surmonté de deux styles filiformes, et contenant, par avortement d'un carpelle, un unique ovule descendant anatrope. Le périanthe se réduit à une pièce monophylle en forme de cupule entourant l'ovaire.

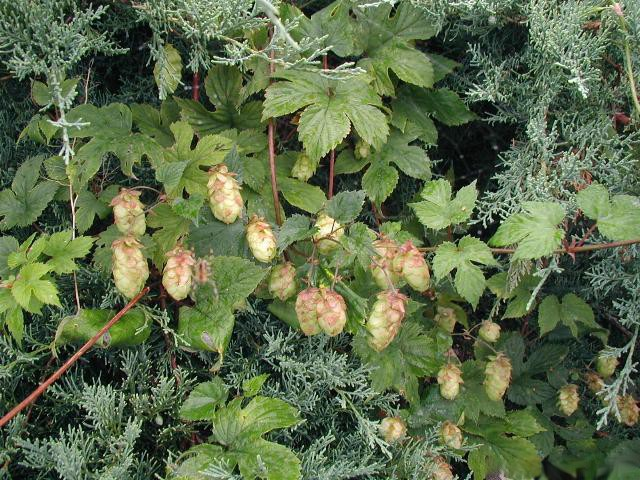
Feuilles et cônes d'un pied femelle.
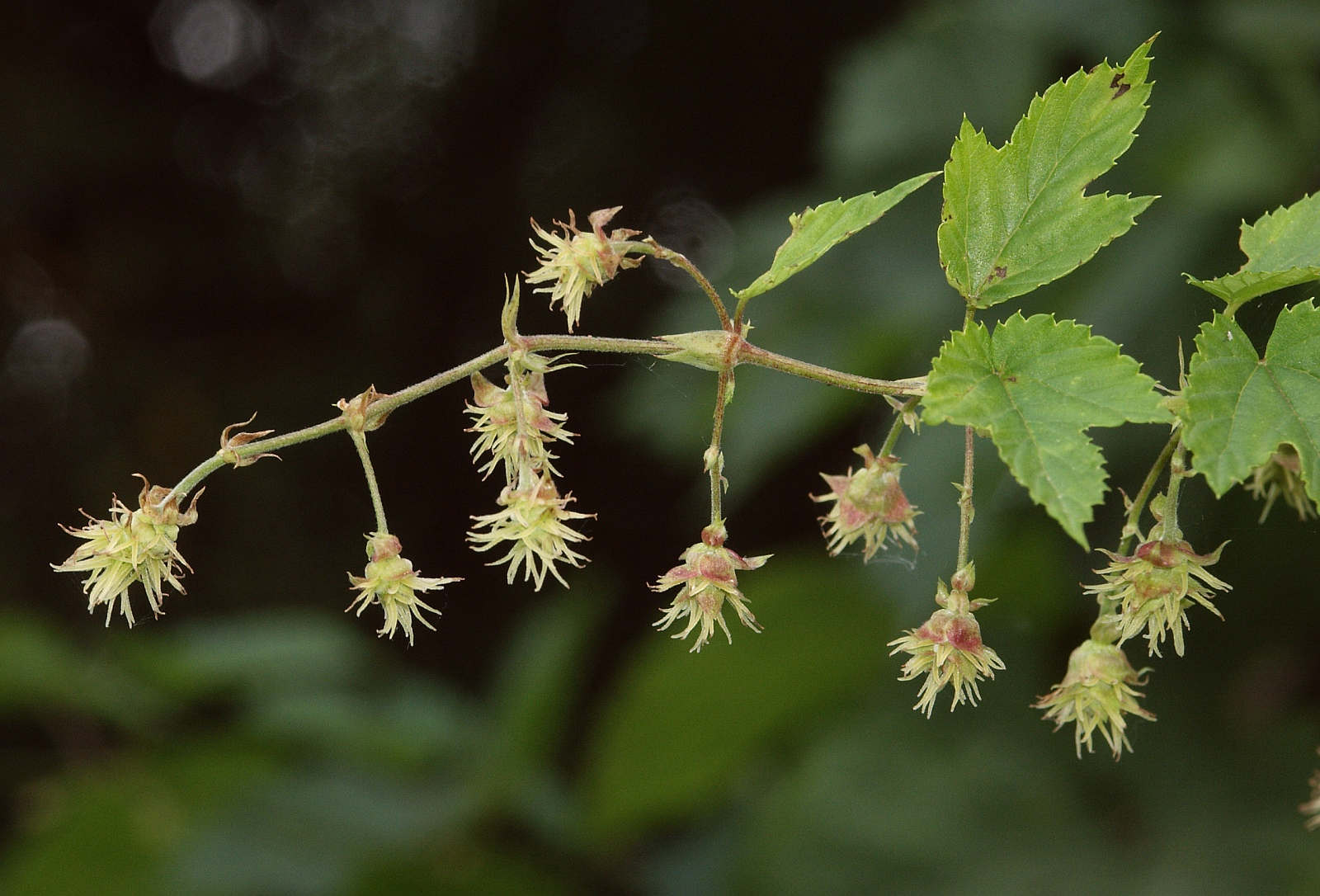
Inflorescences femelles.
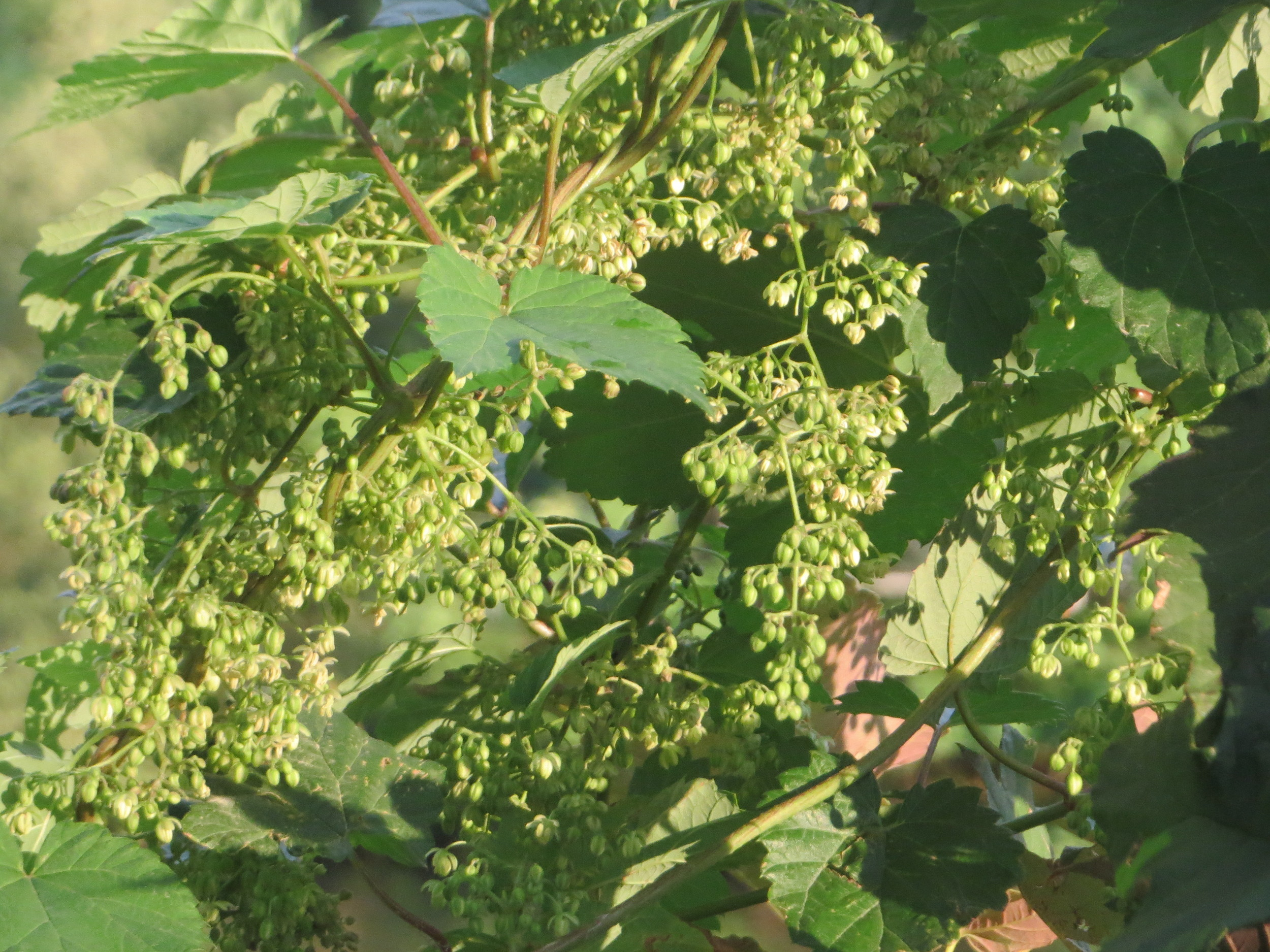
Inflorescence mâle.
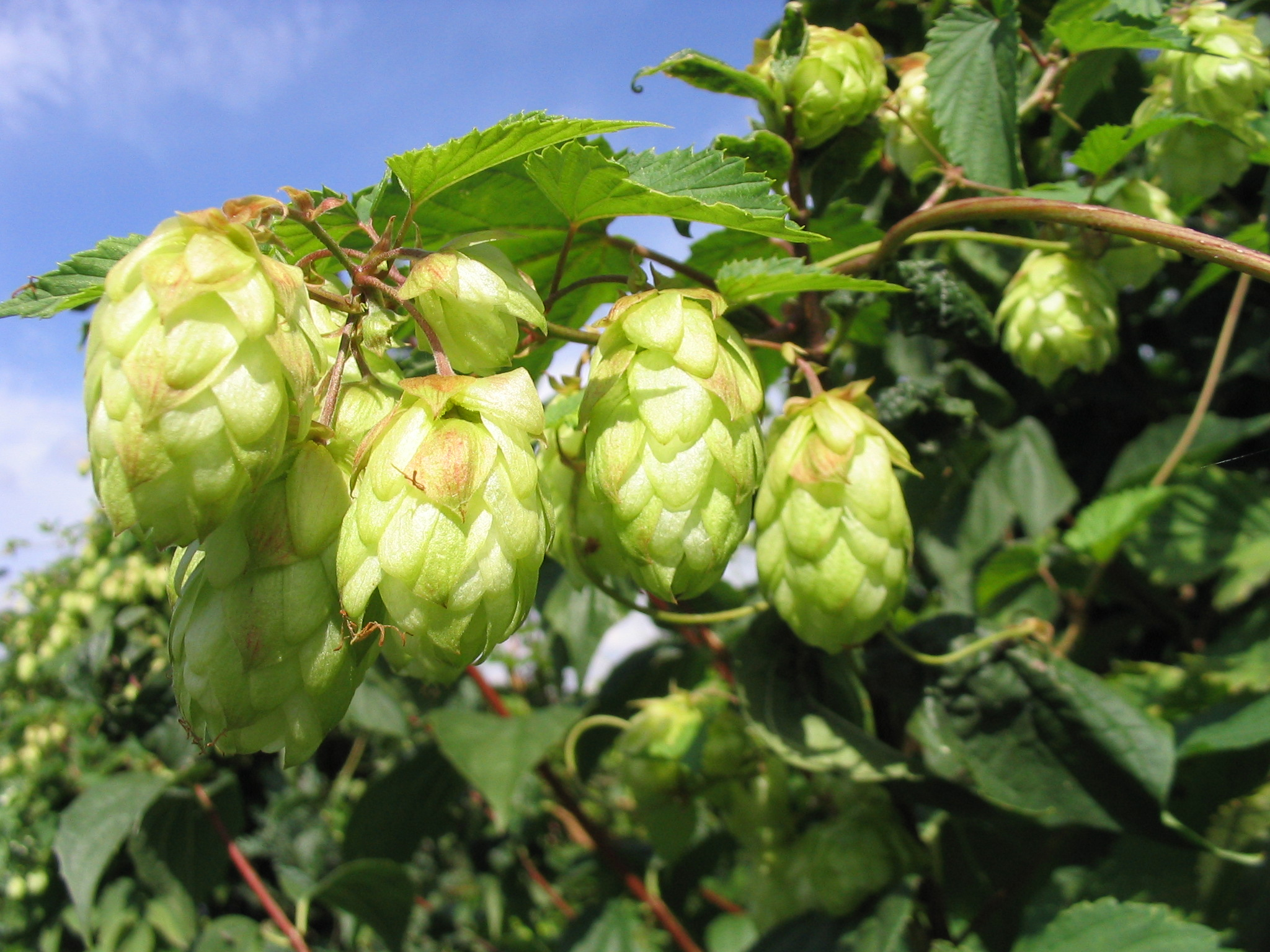
Cônes.

À la base des bractéoles, se trouvent des poils épidermiques glandulaires (trichomes). Ces poils de 150 à 250 μm de long sont formés d'un pied court pluricellulaire surmonté d'une rangée de cellules sécrétrices formant une partie élargie en coupe. Lors de la floraison, dans les cônes mûrs, ces poils se présentent sous la forme d'une poudre granuleuse, odorante, de couleur jaune brillant, le « lupulin » (ou lupuline), constitué d'un mélange d'oléorésines. Le lupulin, qui représente 10 à 12 % des cônes, peut être séparé par battage,,.

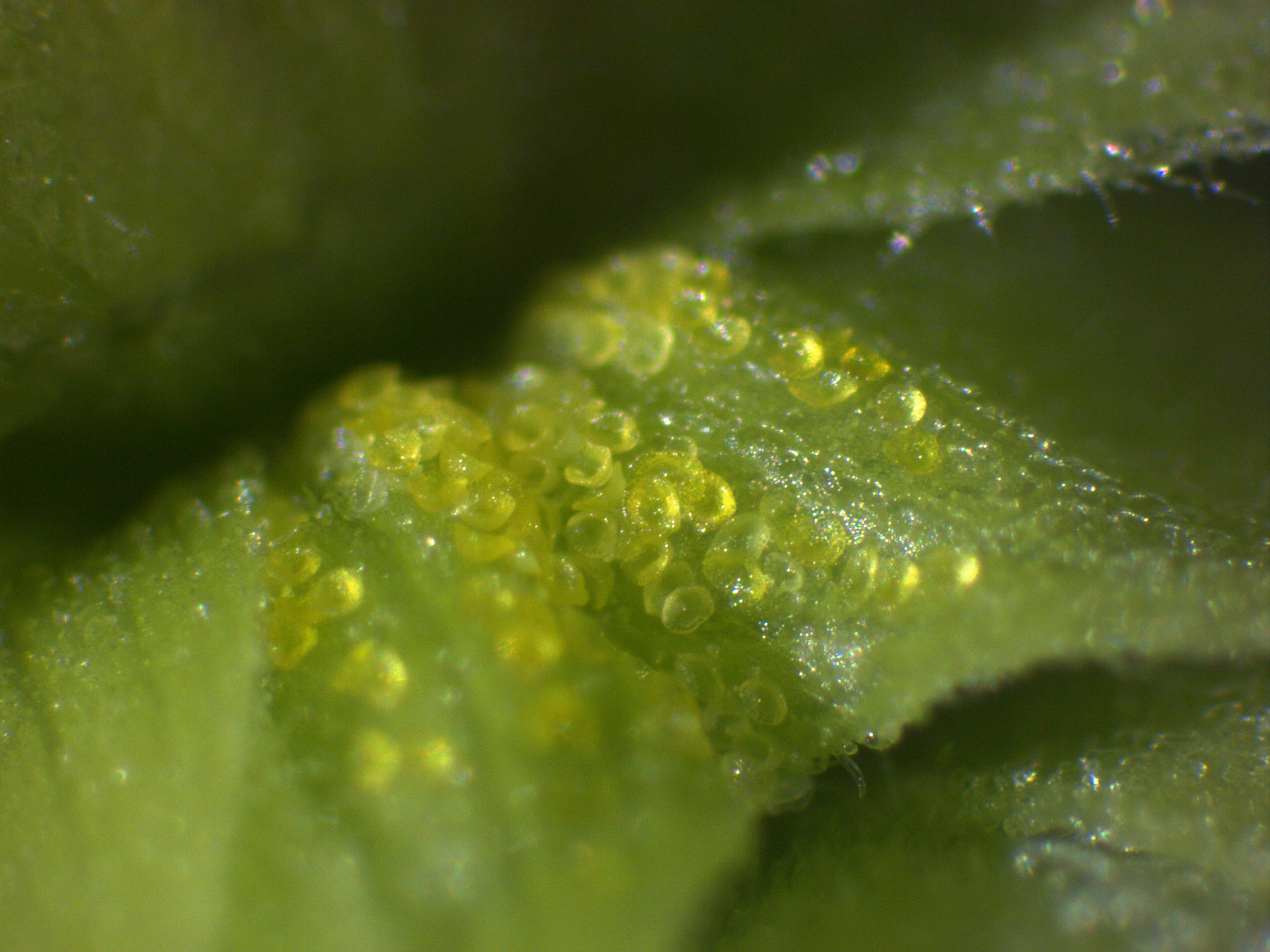
Poils sécréteurs vus au microscope.

Les fruits sont des akènes globuleux et gris, d'environ 3 mm de long, contenant une seule graine, dépourvue d'endosperme.

### Cytologie
Du point de vue cytologique, le houblon cultivé est une espèce diploïde (2n = 2x = 20) avec des chromosomes sexuels hétéromorphes (XX chez les plants femelles, XY chez les mâles).
Des individus tétraploïdes sont naturellement présents dans les populations sauvages, ou peuvent être obtenus en traitant à la colchicine des plants diploïdes. On peut obtenir des variétés triploïdes stériles (2n = 3x = 30) en croisant des tétraploïdes avec des diploïdes. Ces plantes ont une croissance généralement plus vigoureuse, et permettent de produire des cônes sans graines.

## Biologie
Le houblon est une espèce hémicryptophyte lianescente, vivace grâce à sa souche souterraine qui émet chaque année de nouvelles tiges annuelles. C'est une plante dioïque (toutefois, on a signalé des plants monoïques chez certaines populations sauvages d'Amérique du Nord), à pollinisation anémogame, qui fleurit en été (de juin à septembre dans l'hémisphère nord). C'est une plante de jours courts chez laquelle la floraison commence lorsque la plante atteint une taille critique (tiges d'environ 6 mètres de long, avec 20 à 24 nœuds). La longueur du jour critique est d'environ 16 h, au-delà de laquelle la floraison ne peut être induite. La durée minimale du jour, au-dessous de laquelle la plante cesse sa croissance végétative et forme des bourgeons terminaux dormants, est considérée comme étant de 8 à 10 h. La dissémination des graines est anémochore.

## Habitat et répartition

Aire de répartition des variétés nord-américaines de houblon.

L'aire de répartition originelle de Humulus lupulus est eurasiatique méridionale et nord-américaine. L'espèce a été domestiquée pour la première fois en Europe centrale et est actuellement naturalisée dans les régions tempérées de l'hémisphère sud, en Australie, Afrique du Sud et Amérique du Sud. Les types de houblon sauvage d'Amérique s'hybrident facilement avec les cultivars européens apportés par les colons et sont considérés comme des variétés botaniques.
L'habitat-type comprend les mégaphorbiaies planitiaires-collinéennes, neutrophiles, médioeuropéennes. C'est une espèce de demi-ombre, hygrophile, qui préfère les substrats riches en nutriments. Elle se rencontre en lisière des bois, dans les clairières, sur les berges des cours d'eau, dans les haies et les talus.

## Statuts de protection, menaces
L'espèce n'est pas encore évaluée à l'échelle mondiale par l'UICN. En Europe et en France elle est classée comme non préoccupante .

## Taxonomie
- Cannabaceae
  - Cannabis
    - Cannabis sativa (chanvre)

  - Humulopsis
    - Humulopsis scandens (= Humulus japonicus)

  - Humulus[10]
    - Humulus yunnanensis
    - Humulus lupulus
      - var. lupulus (houblon européen)
      - var. cordifolius
      - var. lupuloides
      - var. pubescens
      - var. neomexicanus

L'espèce Humulus lupulus a été décrite en premier par Linné et publiée en 1753 dans son Species plantarum 2: 1028.

### Étymologie
Le nom générique, « Humulus », dériverait de humus, matière organique riche du sol, nom adopté par Linné « probablement parce que cette plante s'étend sur toute la terre (humus), lorsque sa tige ne trouve point de soutien » ,. Toutefois selon Auguste Chevalier, le nom « Humulus » serait dérivé de Humle, nom suédois du houblon.
L'épithète spécifique, « lupulus », est un terme latin, diminutif de lupus (le loup), terme adopté par divers auteurs avant Linné, dont Tournefort (Éléments de botanique, 1694). Pline l'Ancien cite dans son Histoire naturelle une plante qu'il nomme « Lupus salictarius », qu'il décrit ainsi : « quand la plante se développe parmi les osiers, elle les étrangle en grimpant par ses étreintes légères, comme fait le loup à un mouton ». Cette plante a été assimilée au houblon par les auteurs modernes. Ce nom latin du houblon a donné luppolo en italien, lúpulo en espagnol, portugais et galicien, ou encore llúpol en catalan et lúpulu en sarde.
Le nom français, « houblon », est attesté dès 1407 sous la forme « houbelon », puis « houblon » en 1444. Il serait dérivé de l'ancien substantif « hoppe » (bière houblonnée) en usage depuis 1391 dans les parlers du Nord et en wallon.

### Synonymes
Humulus lupulus a pour synonymes :
- Humulus americanus Nutt., 1847[17]
- Humulus cordifolius Miq.[18]
- Humulus lupulus var. cordifolius (Miq.) Maxim. ex Franch. & Sav.[18]
- Humulus lupulus var. fengxianensis J.Q.Fu, 1992[19]
- Humulus lupulus var. lupulus[18]
- Humulus volubilis Salisb., 1796[17],[19],[18]
- Humulus vulgaris Gilib., 1798[19],[18]
- Lupulus amarus Gilib., 1792[19],[18]
- Lupulus communis Gaertn., 1788[17],[19],[18]
- Lupulus humulus Mill., 1768[17],[19],[18]
- Lupulus scandens Lam., 1779[17],[19],[18]
- Waldensia lupulina Lavy, 1830[19]

### Variétés

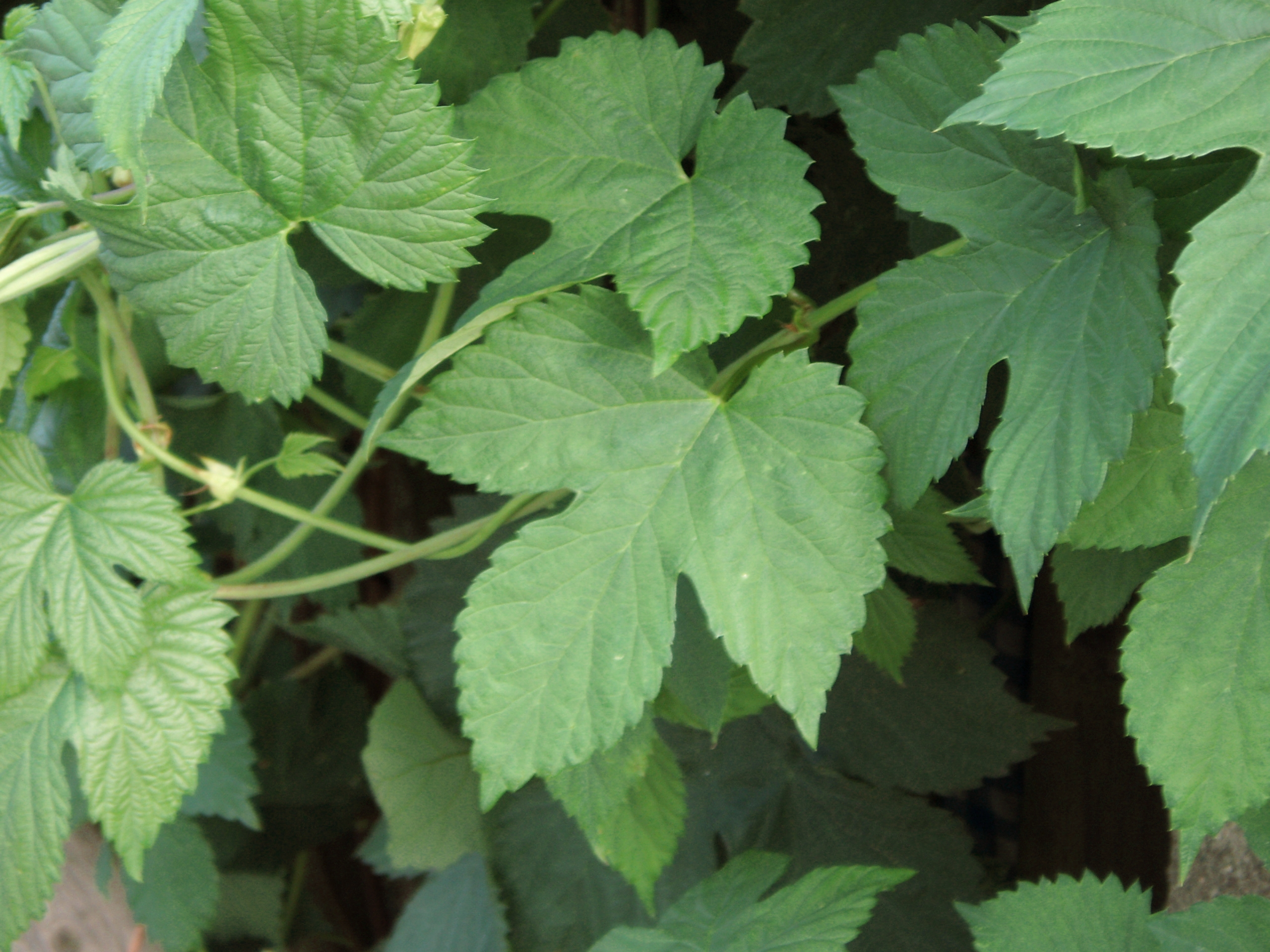
Humulus lupulus var. lupulus.
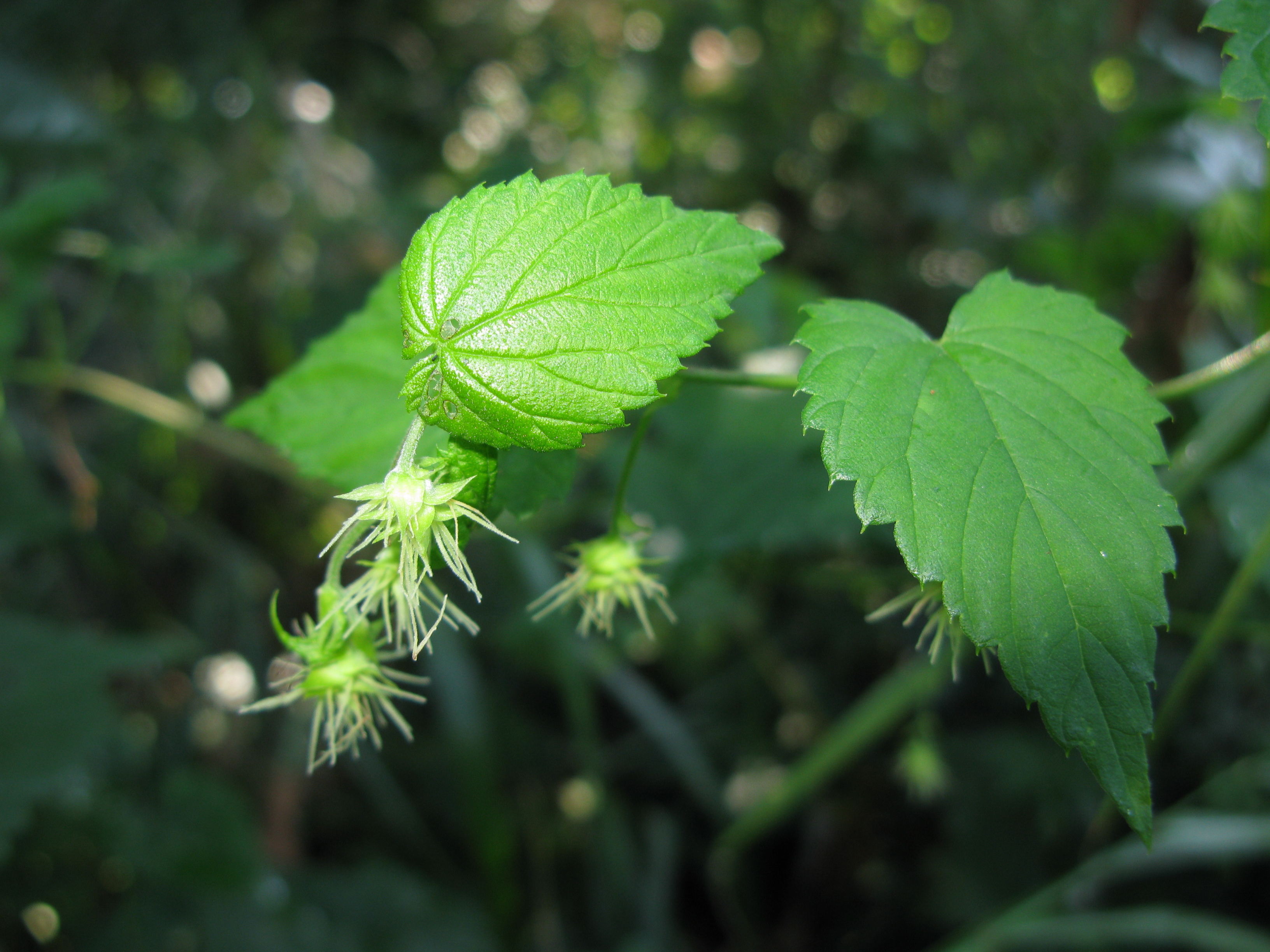
Humulus lupulus var. cordifolius.
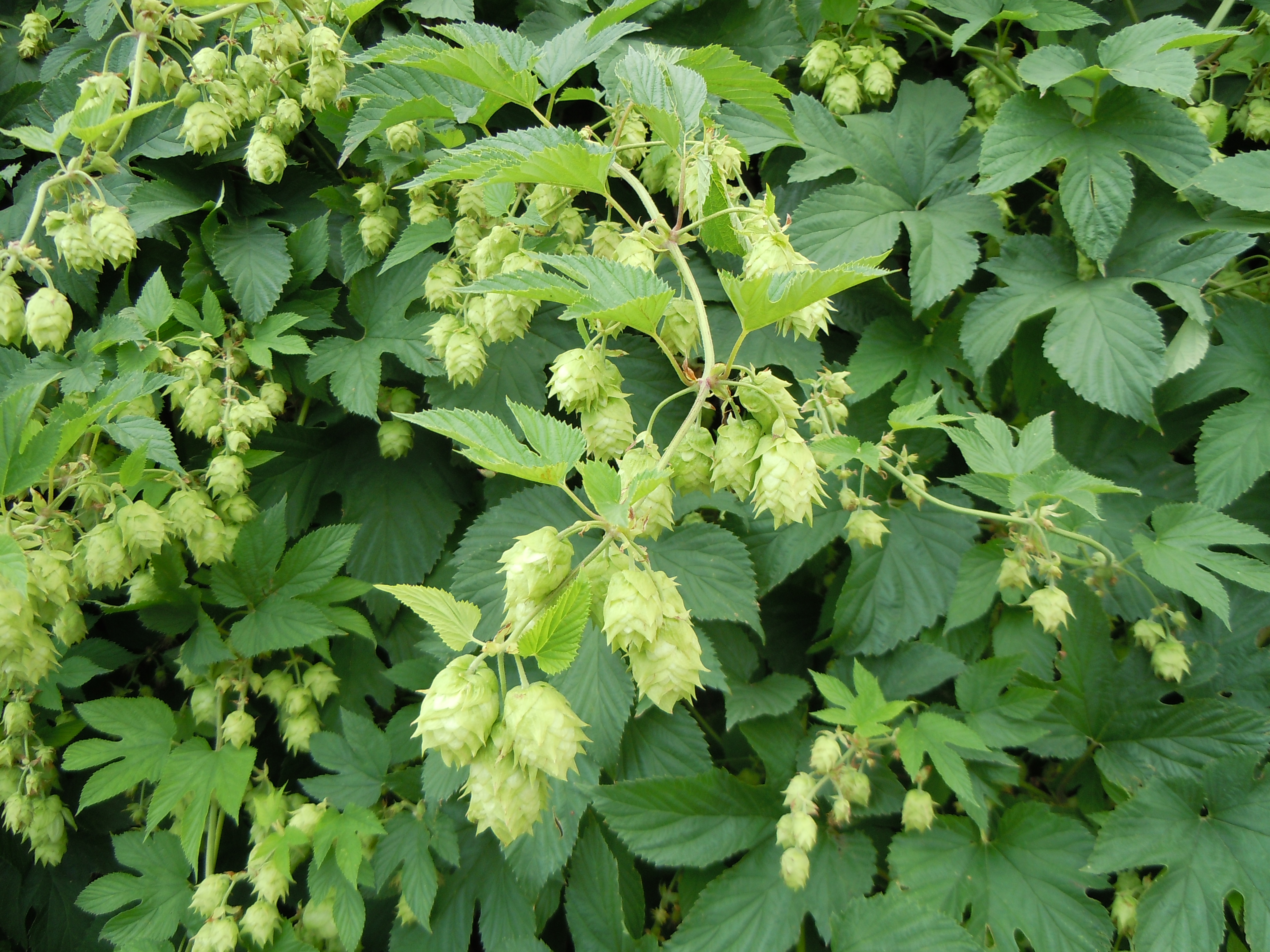
Humulus lupulus var. lupuloides.

Un certain nombre de variétés botaniques ont été décrites,, dont :
- Humulus lupulus var. lupulus ; houblon européen ;
- Humulus lupulus var. cordifolius (Miq.) Maxim in Franch. et Sav. (= Humulus cordifolius Miq.) ; originaire d'Asie de l'Est (Japon)
- Humulus lupulus var. lupuloides E. Small, originaire du bassin fluvial Missouri-Mississippi ;
- Humulus lupulus var. pubescens E.Small (= Humulus pubescens (E.Small) Tembrock) ;
- Humulus lupulus var. neomexicanus Nelson et Cockerell (= Humulus neomexicanus Rydberg), originaire du Sud-Ouest des États-Unis.

### Noms vernaculaires
En plus de ses noms vulgaires et normalisés « Houblon » et « Houblon grimpant », cette espèce reçoit de nombreux noms vernaculaires en français : « Houblon à bière », « Houblon lupulin », « Couleuvrée septentrionale », « Bois du diable », « Salsepareille indigène », « Salsepareille nationale », « Vigne du Nord »,, ou « Asperge sauvage ».

## Histoire

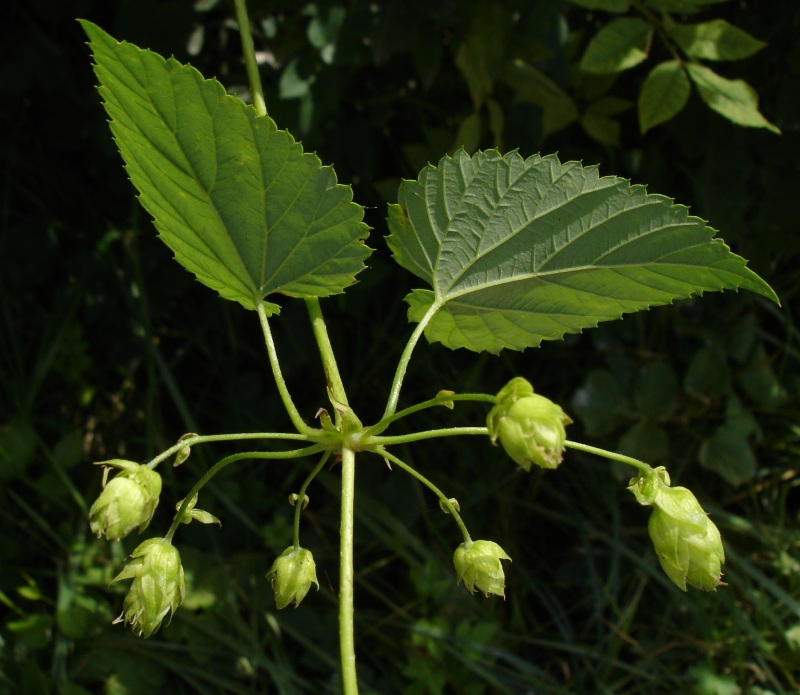
Feuilles et cônes.

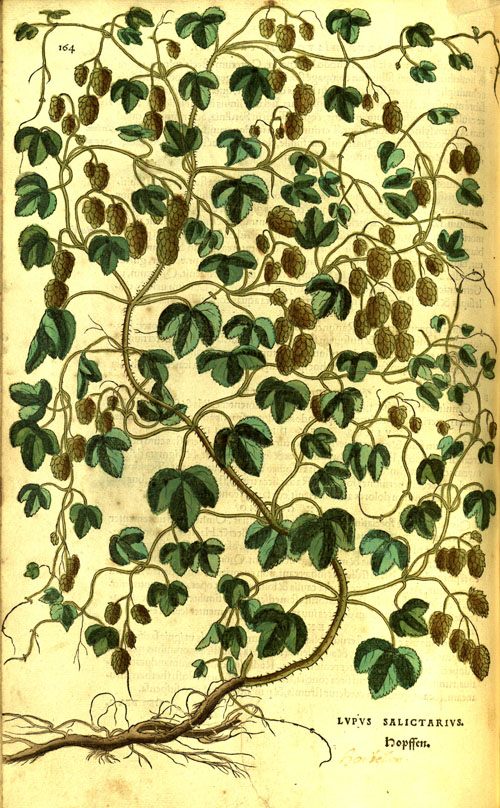
Lupus salictarius, Planche extraite de De historia stirpium commentarii insignes, graveur : Albrecht Meyer, (1542).

Le houblon est indigène dans la plupart des régions de l'hémisphère Nord.
Selon certains auteurs, la plante était connue de Pline l'Ancien, sous le nom de Lupus salictarius, nom cité dans son Histoire naturelle (livre 21, chap. 50). Cependant, rien dans le passage du texte en latin ne permet d'assimiler cette plante au houblon avec certitude. Il semble que le premier auteur à avoir fait ce rapprochement est le botaniste allemand Leonhart Fuchs dans De historia stirpium commentarii insignes (DE BRYO. CAP. LVIII) paru à Bâle en 1542.
Un document signé par Adalard de Corbie en 822 est l'un des plus anciens documents attestant de l'utilisation du houblon dans le brassage de la bière. Trois siècles plus tard, Hildegarde de Bingen (1098-1179), abbesse bénédictine, fondatrice de l'abbaye de Rupertsberg, en Rhénanie, mentionne dans son ouvrage Liber simplicis medicinae, ou Physica (1151–1158), les vertus du houblon pour la conservation de la bière.
La culture du houblon a commencé en Allemagne au milieu du IXe siècle, entre 859 et 875 apr. J.-C.. La plante est devenue un additif populaire des boissons dans l'Europe médiévale. Les premières procédures de contrôle de la qualité du houblon ont une longue tradition et remontent au moins à l'an 1603, lorsqu'une loi destinée à éviter « la tromperie par la vente ou l'achat de houblons corrompus et malsains » a été adoptée en Angleterre.
En Bavière, le duc Guillaume IV édicta en 1516 le Reinheitsgebot (en français : « loi sur la pureté de la bière ») qui n'autorisait comme ingrédients de la bière que l'orge, le houblon et l'eau, éliminant ainsi toutes les autres substances utilisées jusqu'alors pour aromatiser la bière (la levure, ingrédient essentiel pour créer le processus de fermentation, était inconnue à cette époque).
La culture du houblon a été introduite en Amérique du Nord par les colons anglais en 1629. La première production commerciale de houblon fut établie en 1648 sur un terrain de 18 hectares pour approvisionner une brasserie de la colonie de la baie du Massachusetts. Le Massachusetts est resté le plus important fournisseur de houblon du pays jusqu'à la fin du XVIIIe siècle, avant que la production se développe dans d'autres États de la Nouvelle-Angleterre.
En Australie, les premiers plants de houblon ont poussé à partir de graines en Nouvelle-Galles du Sud en 1803.
Le houblon sauvage semble avoir eu autrefois une certaine importance pour les forestiers. Les archives conservent en effet des témoignages d'amendes données à des personnes ayant coupé du houblon en forêt sans « licence » (sans autorisation), par exemple en 1413, en forêt de Mormal : « De Gilles escuyer demorant au Jolimes (Jolimetz) pour avoir copper pels en le foriest et ceuilliet houblon sans license sen fu pour les lois exploitiet par le dite ville LX sous tournois »[Traduire passage].

### Illustrations historiques

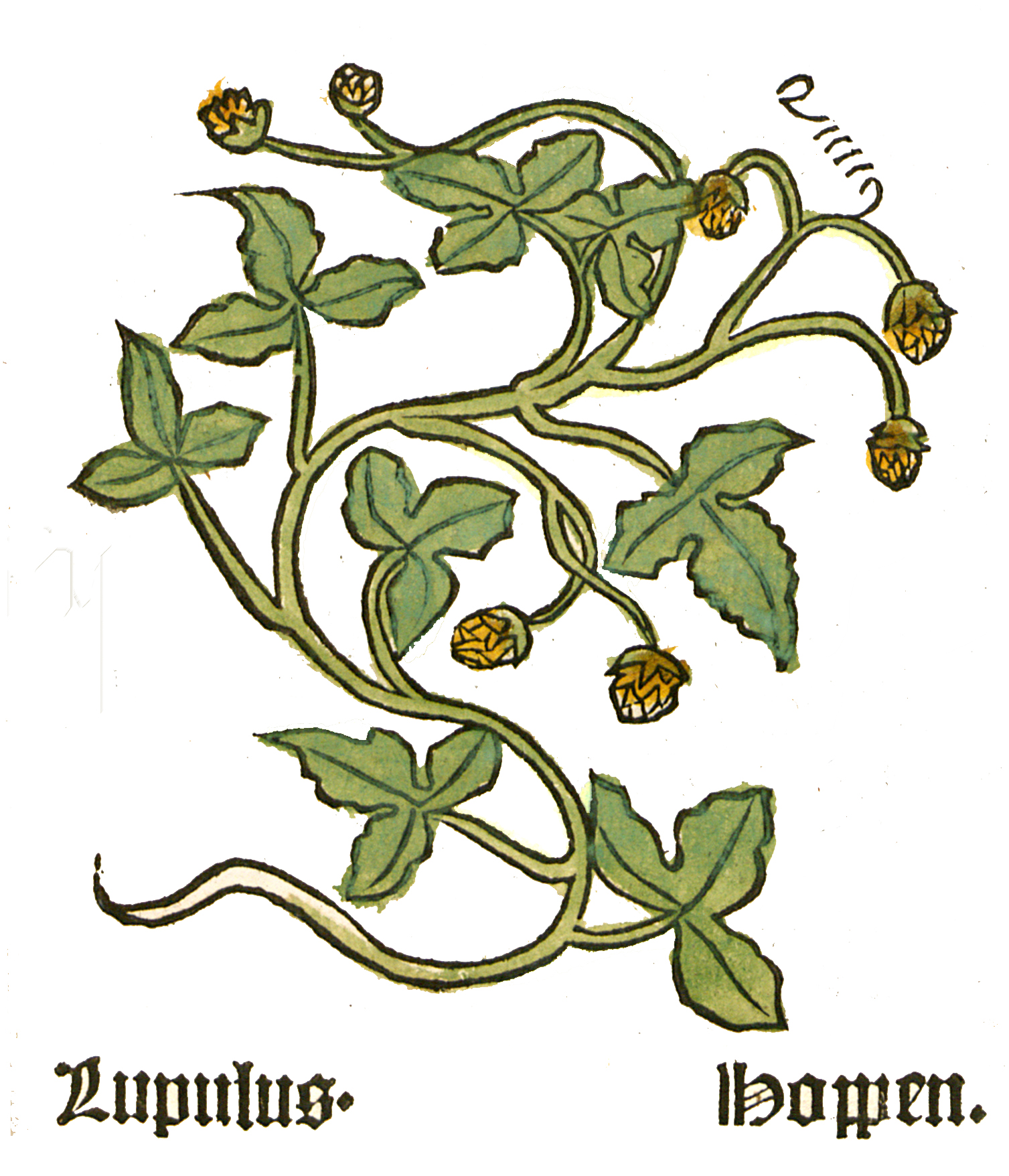
Herbarius moguntinus, 1484.
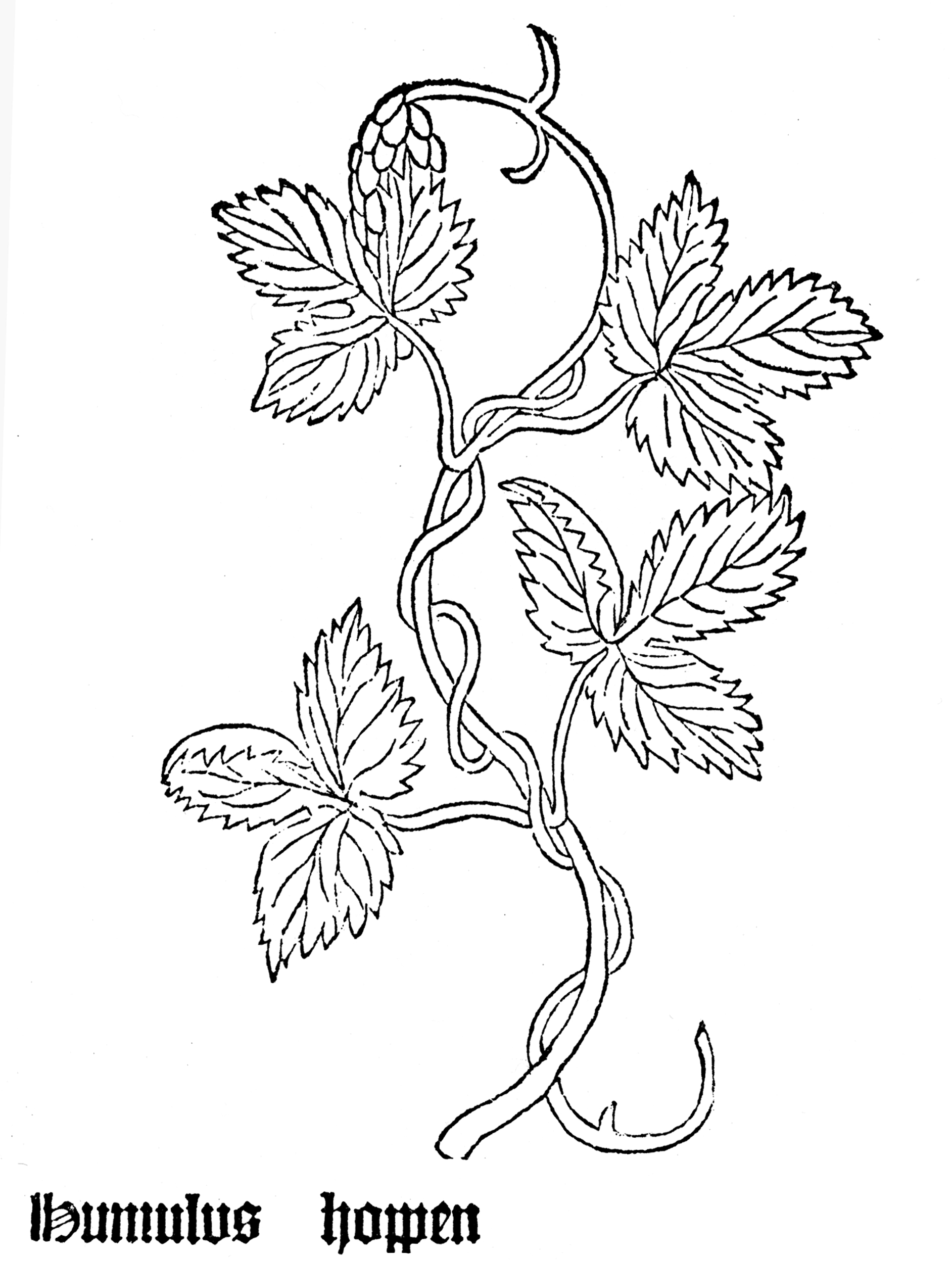
Gart der Gesundheit, 1485.
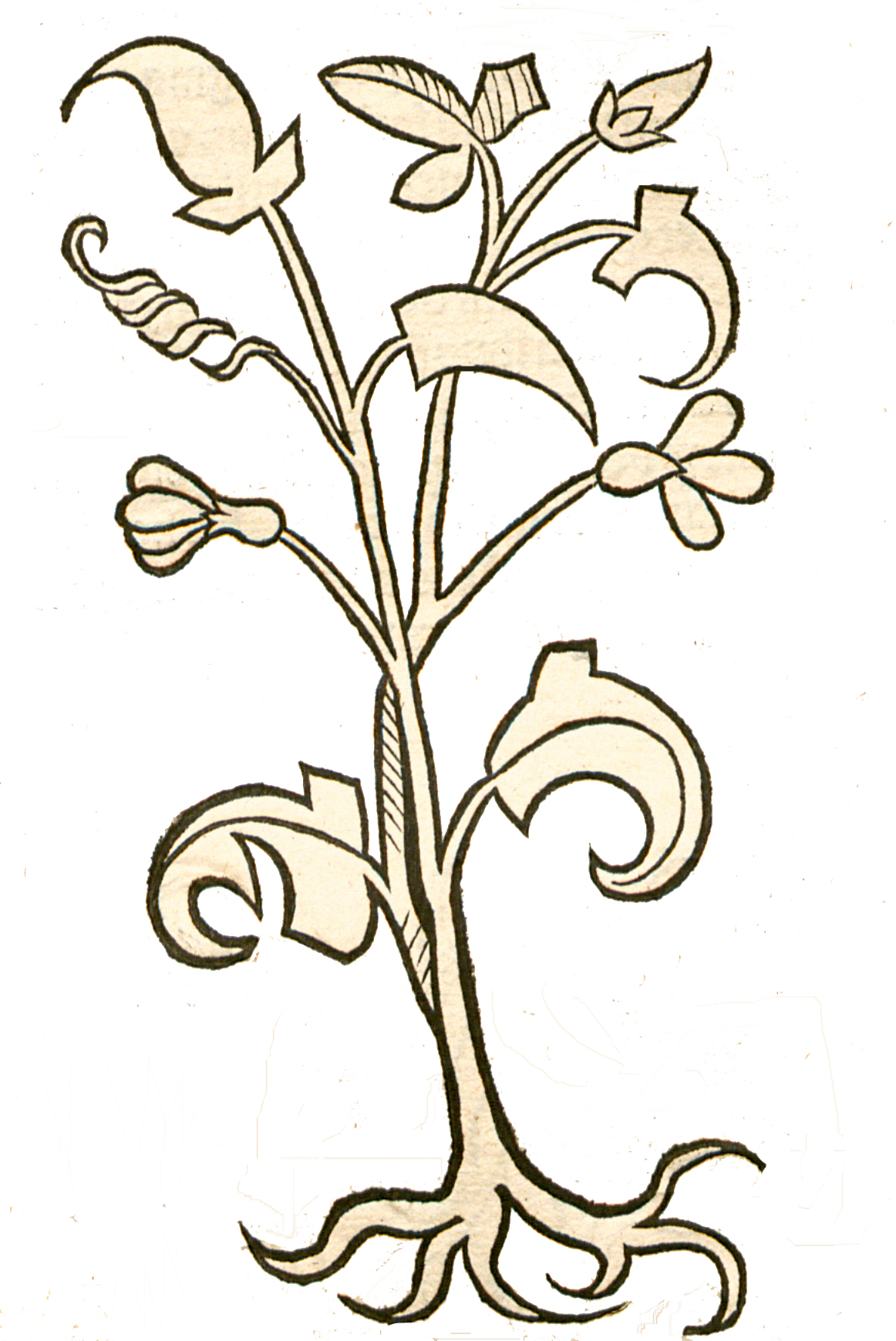
Hortus sanitatis, 1491.
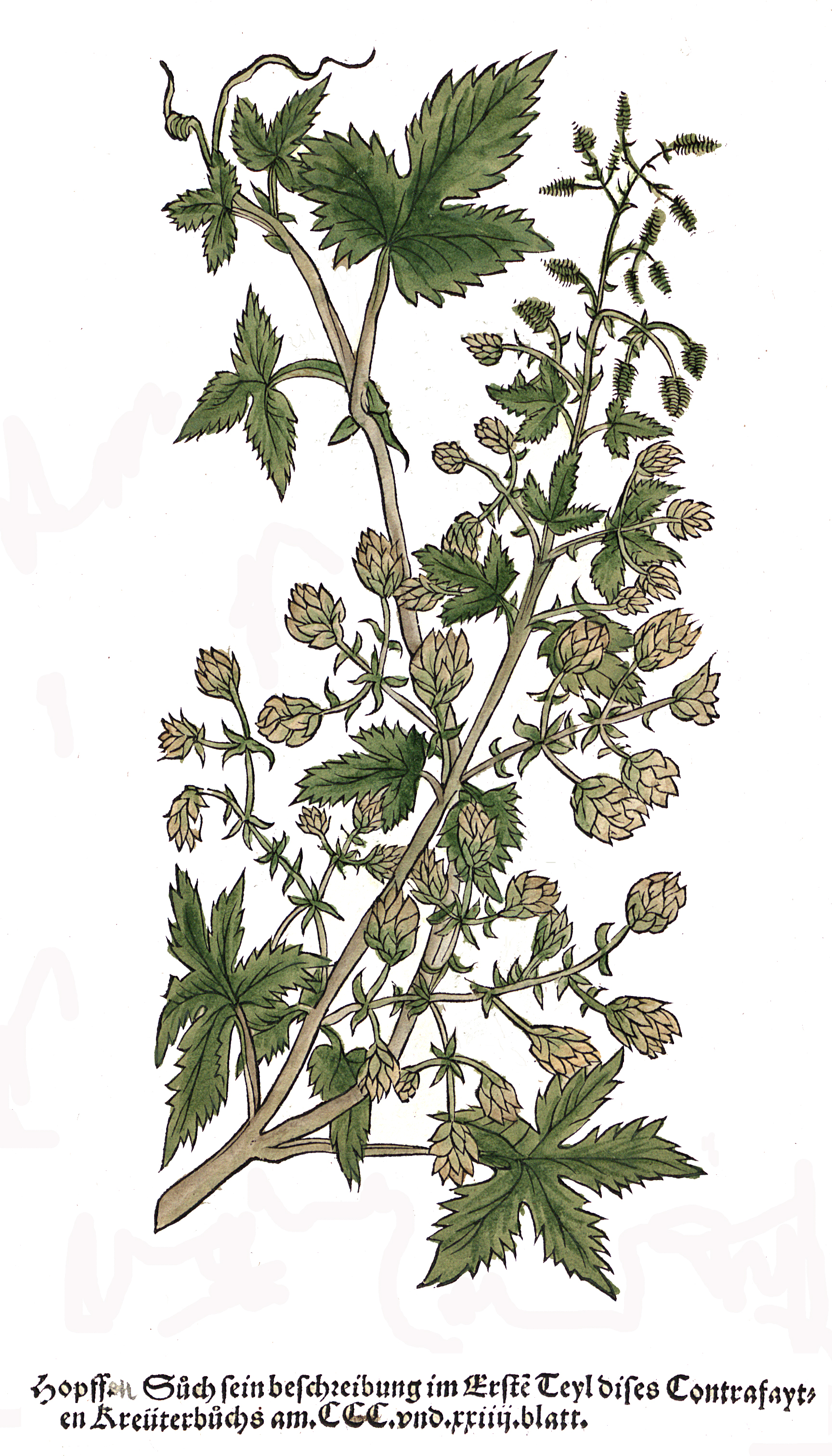
Otto Brunfels, Contrafayt Kreüterbuch, 1537.
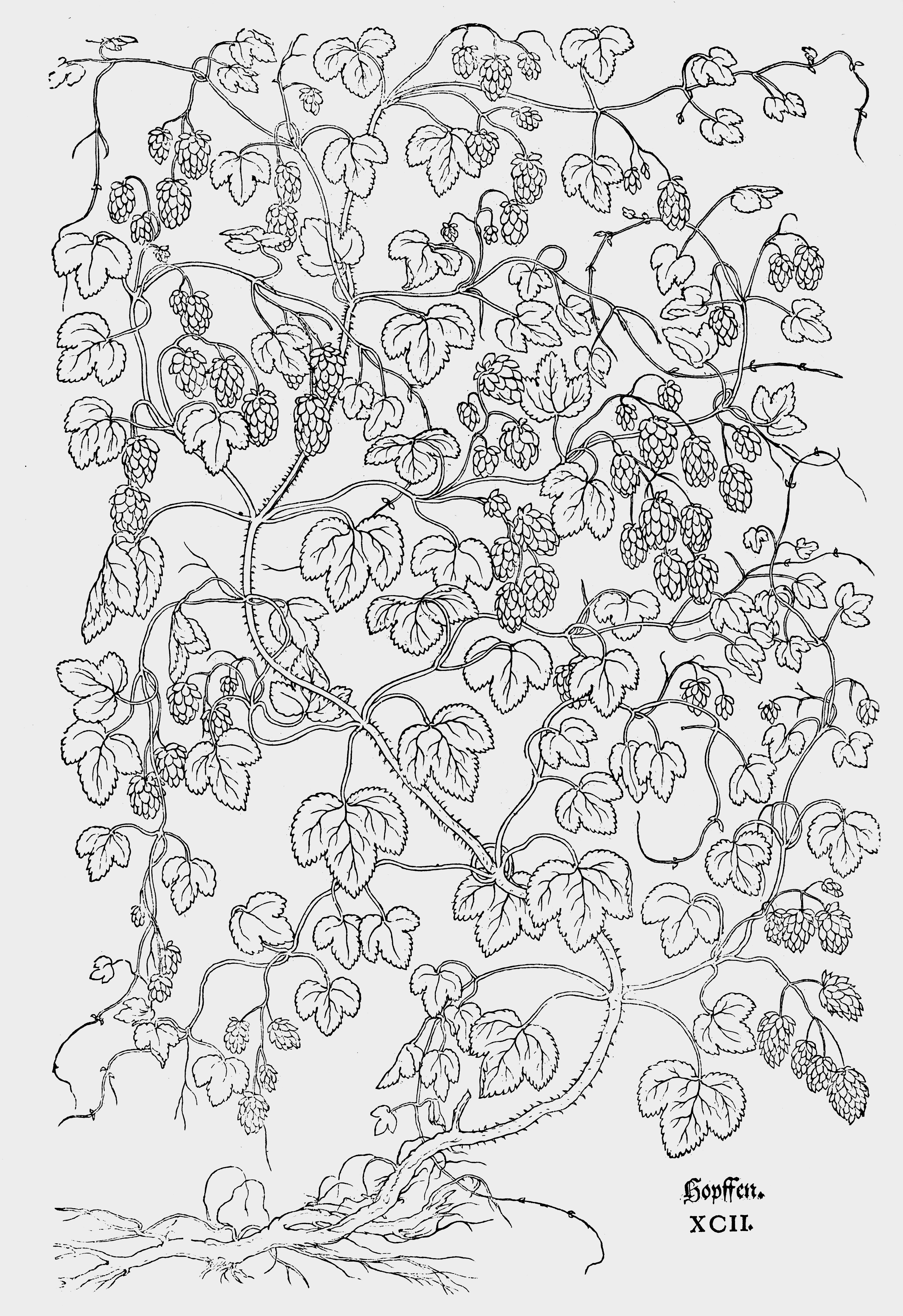
Leonhart Fuchs, New Kreüterbuch, 1543.
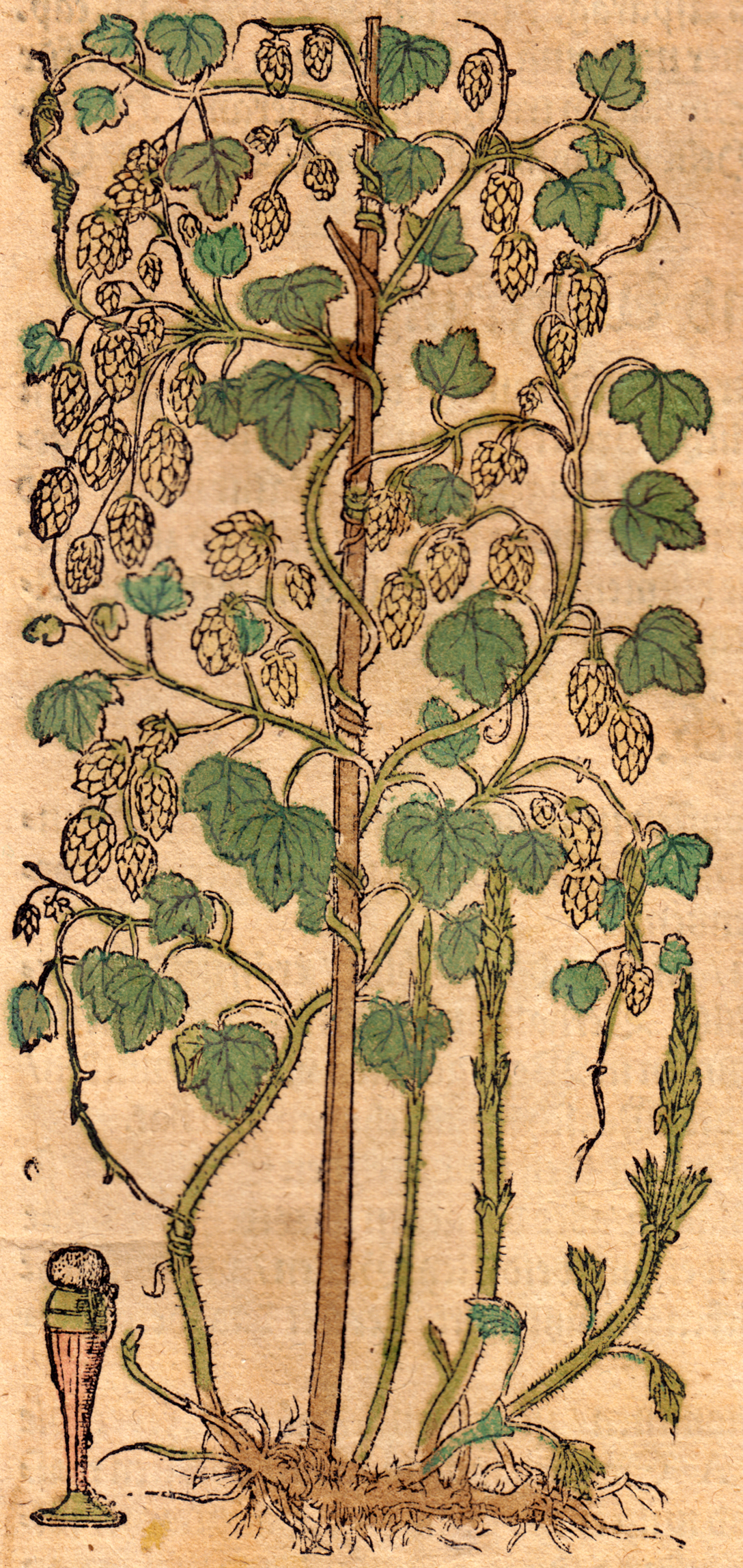
Hieronymus Bock, New Kreütter Büch, 1546.
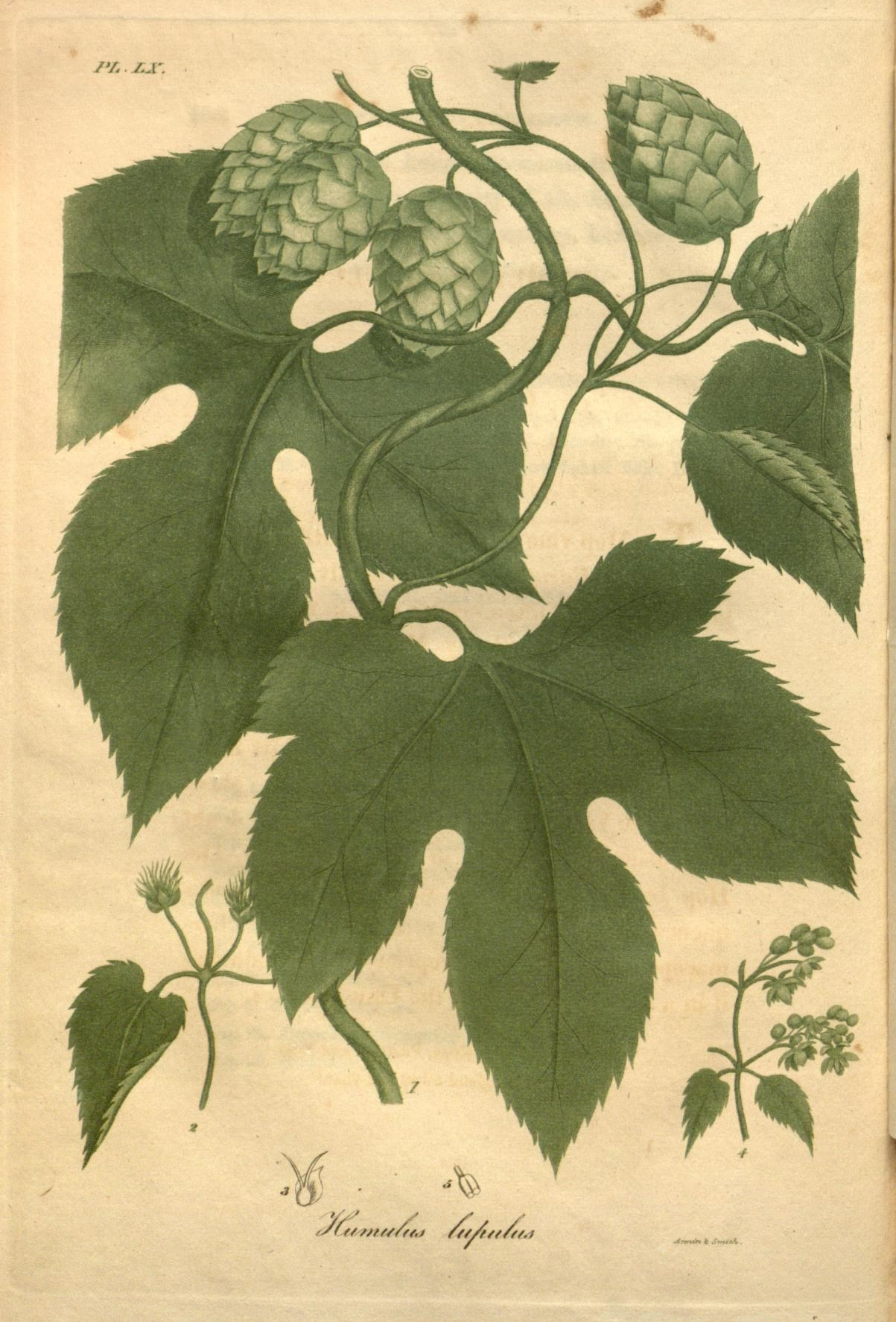
Jacob Bigelow, American medical botany,1820.

## Production
| Source IHGC    | Production (tonnes) | Aire cultivée (ha) | Rendement (t/ha) |
| États-Unis     | 51 275              | 23 847             | 2,150            |
| Allemagne      | 48 472              | 19 773             | 2,451            |
| Tchéquie       | 7 145               | 4 755              | 1,503            |
| Chine          | 7 044               | 2 683              | 2,625            |
| Pologne        | 3 765               | 1656               | 2,274            |
| Slovénie       | 2 572               | 1521               | 1,691            |
| Royaume-Uni    | 1 696               | 958                | 1,770            |
| Australie      | 1 645               | 652                | 2,523            |
| Espagne        | 830                 | 535                | 1,551            |
| France         | 822                 | 466                | 1,764            |
| Afrique du Sud | 754                 | 427                | 1,766            |
| Canada         | 629                 | 419                | 1,501            |
| Total mondial  | 129 967             | 60 144             | 2,161            |

La production mondiale de houblon s'élève selon le rapport de l'IHGC (International Hop Growers Convention) à 130 000 tonnes pour une surface cultivée de 60 000 hectares, soit un rendement moyen de 2,16 t/ha. Cette production est dominée par deux pays, les États-Unis et l'Allemagne, qui représentent 77 % du total mondial.
La FAO estime cette production à 175 183 tonnes en 2019, et la surface cultivée à 100 000 hectares, soit un rendement moyen de 1,76 t/ha. Les chiffres de la FAO incluent l'Éthiopie, avec une production évaluée à 44 342 tonnes sur 33 702 hectares. Il faut cependant noter que la plante récoltée en Éthiopie, pays situé en dehors de la zone climatique favorable à la culture du houblon, serait en fait Rhamnus prinoides. Cette plante de la famille des Rhamnaceae est utilisée notamment pour aromatiser, à la manière du houblon, des boissons fermentées locales.
La quasi-totalité (environ 97 %) de la production de houblon est destinée à l'industrie brassicole

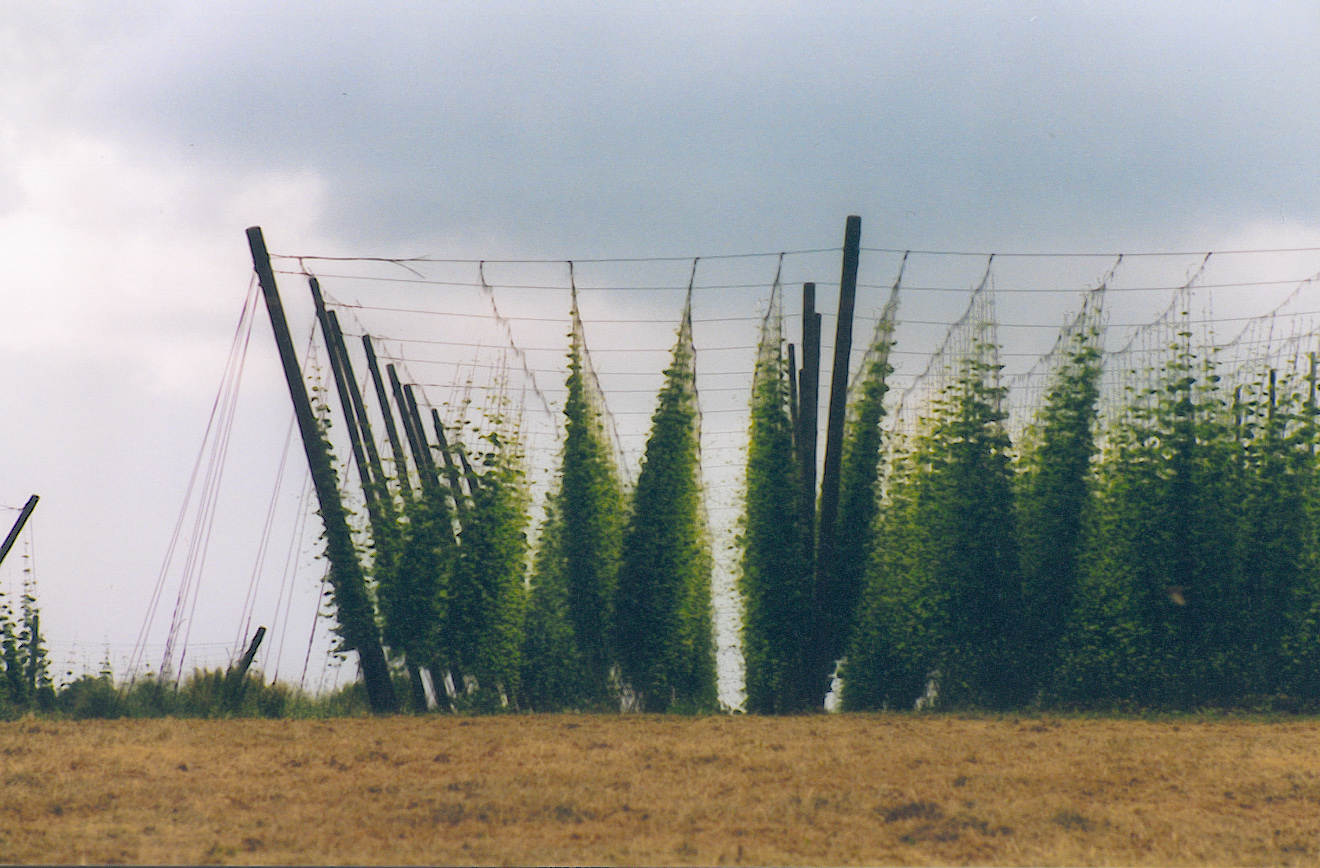
Le houblon a souvent été mis en culture sur des sols plus riches, mais où il est plus sensible aux pucerons et à certains agents pathogènes. La plantation de haies périphériques est un des moyens de lutte intégrée.

Le houblon est cultivé dans la plupart des régions à climat tempéré du monde, situées entre 35° et 55° de latitude Nord et Sud. Ce sont les régions qui présentent les meilleures conditions de croissance de la plante, en particulier la durée de la lumière du jour, la température estivale, les précipitations annuelles et la fertilité du sol. Plus de 72 % de la superficie agricole consacrée au houblon se trouve en Allemagne et aux États-Unis. Les plus grandes zones de culture du houblon sont en Allemagne la région d'Hallertau (Bavière) et aux États-Unis les États de Washington, Oregon et Idaho. Les autres pays producteurs notables de houblon sont la Tchéquie, la Chine, la Pologne, la Slovénie, le Royaume-Uni et l'Australie. La France, avec 822 tonnes, se classe au 10e rang mondial.
En France, la production de houblon provient entre 90 et 95% de l'Alsace, le restant venant du Nord et autres régions de France. Il est cultivé sur des fils de fer attachés à un réseau de câbles maintenu par des perches de bois à 7 mètres du sol.
En Belgique, il est cultivé sur environ 180 ha dans la région de Poperinge qui produit environ 363 tonnes par an (début des années 2000). Dans la région d’Alost (Aalst), quelques hectares de houblons aromatiques sont également cultivés.

### Appellations d'origine

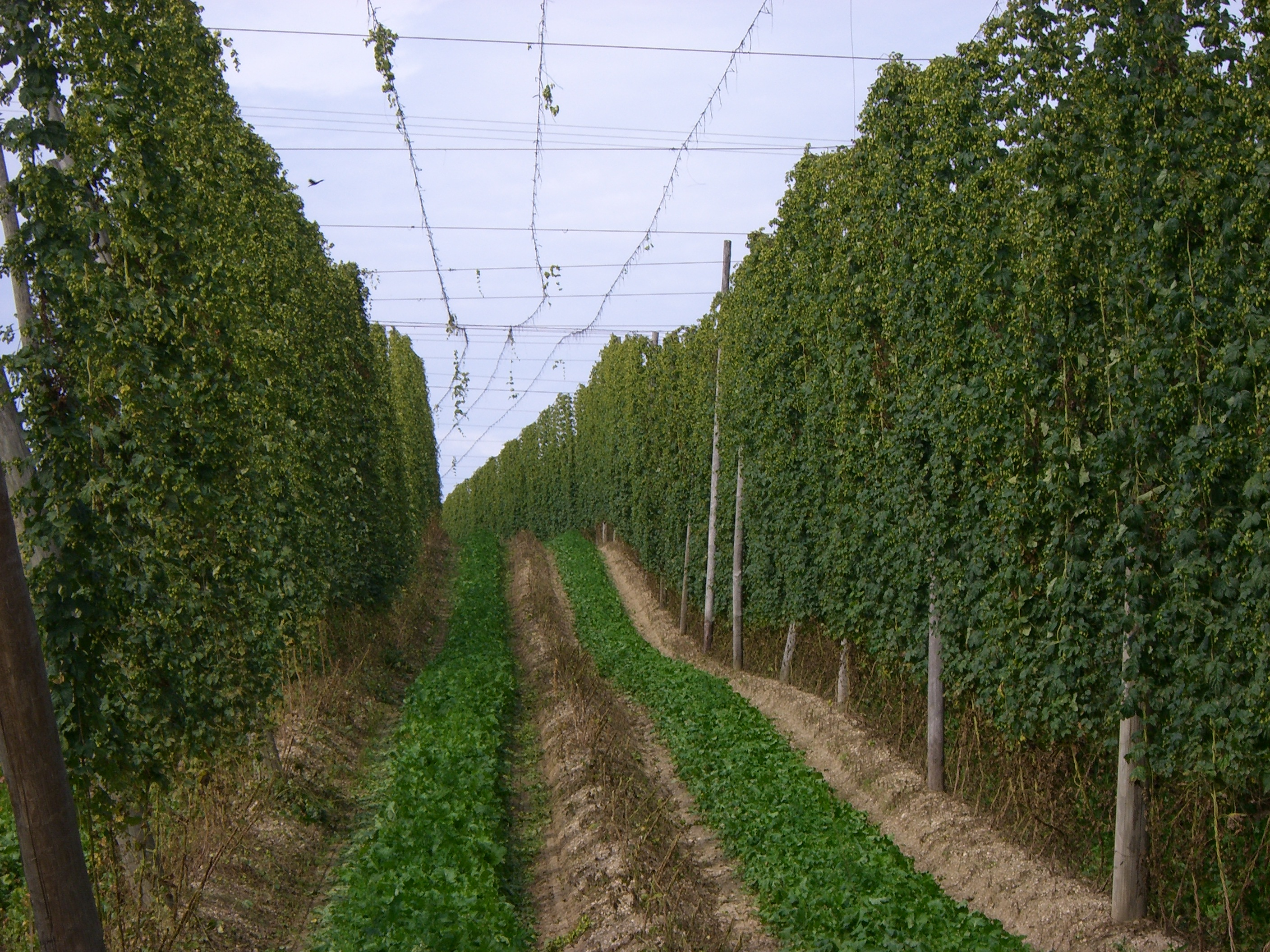
Houblonnière dans la région d'Hallertau (Bavière).

En Europe, cinq productions de houblon bénéficient d'une appellation d'origine :
- AOP : 
  - Žatecký chmel (Tchéquie), houblon de Žatec, 8 mai 2007[36],
  - Spalt Spalter (Allemagne), houblon de Spalt, 25 octobre 2012[37].
- IGP : 
  - Tettnanger Hopfen (Allemagne), houblon de Tettnang, 12 mai 2010[38],
  - Hopfen aus der Hallertau (Allemagne), houblon du Hallertau, 6 mai 2010[39],
  - Elbe-Saale Hopfen (Allemagne), houblon de Elbe-Saale, 3 avril 2014[40].

## Culture

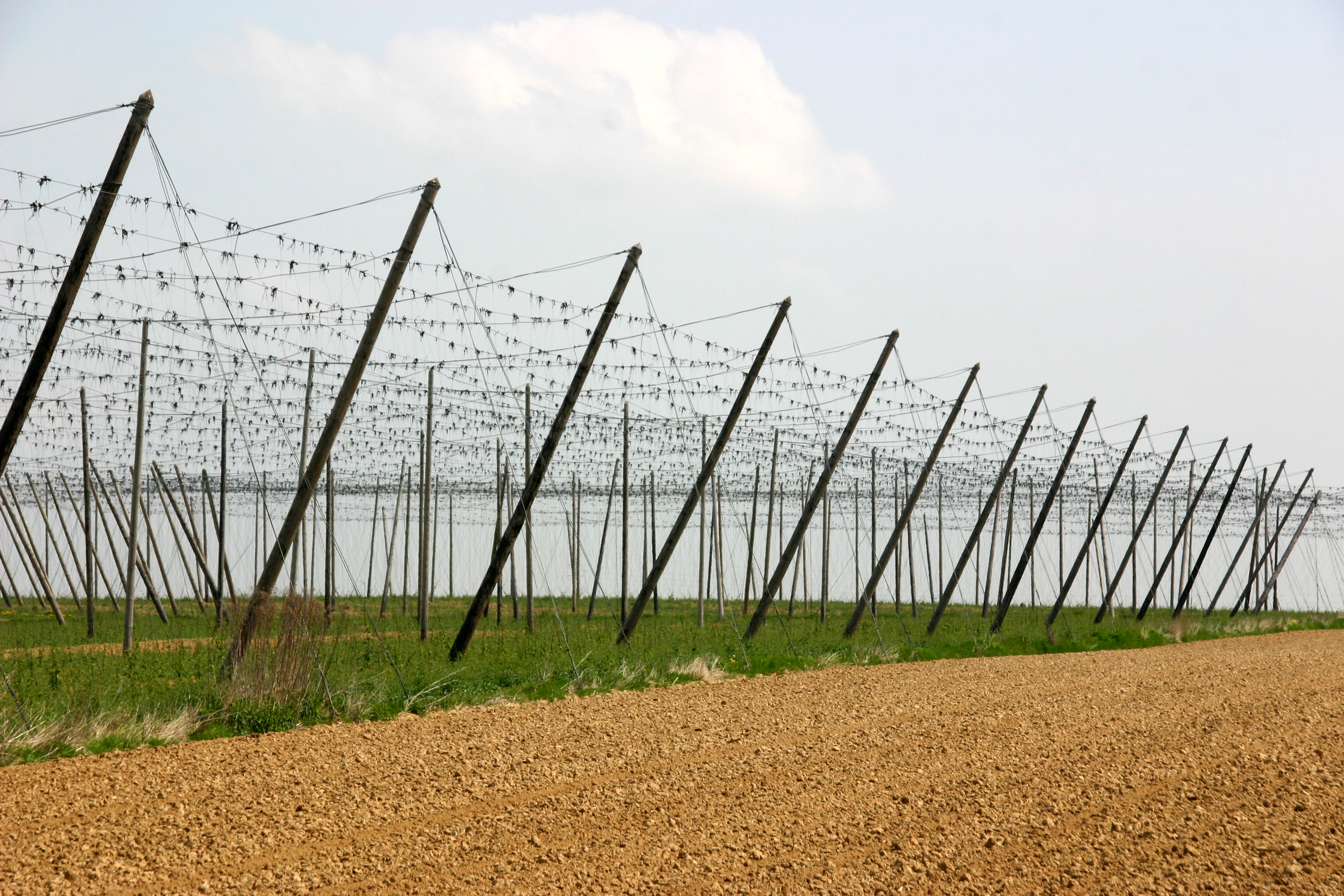
Équipement d'une houblonnière en Alsace.

Pour la production destinée à la fabrication de la bière, on ne cultive que des plants femelles non fécondés. En général les houblons mâles sont éliminés des houblonnières et des haies voisines pour éviter la production de graines. Certains brasseurs les considèrent en effet comme indésirables, car les graines peuvent s'oxyder et produire des arômes indésirables dans la bière. Toutefois, dans certaines régions, comme en Angleterre, on plante des houblons mâles dans les houblonnières pour augmenter le rendement du houblon à l'hectare.
Une houblonnière est une culture pérenne qui peut durer plus de vingt ans. Sa mise en place demande un investissement initial important, de l'ordre de 20 000 euros/hectare et la première récolte ne peut intervenir qu'au bout de trois ans. On compte en moyenne pour équiper un hectare 80 poteaux, 4 km de câbles et 3 km de ficelle.
La multiplication se fait le plus souvent par reproduction végétative (rhizomes, marcottage ou bouturage) à partir des souches en place. En cas de semis, les graines nécessitent une période de dormance pour la germination. La plantation se fait généralement avec une densité de 2 500 à 3 000 plants/hectare environ (écartement d'environ 2 × 2 mètres). Au démarrage de la croissance au printemps, il faut limiter le nombre de jets émis par chaque souche à 3 ou 4,.
Les besoins en fertilisation dépendent du type de sol et du cultivar planté. De l'engrais vert est souvent semé en été et enfoui pour fournir de la matière organique. L'application de bore est nécessaire pour améliorer le rendement lorsque la teneur du sol en cet oligoélément est inférieure ou égale à 1,5 ppm.
Les cultures de houblon sont parfois réalisées dans le cadre de contrats pluriannuels entre les producteurs et les brasseurs.

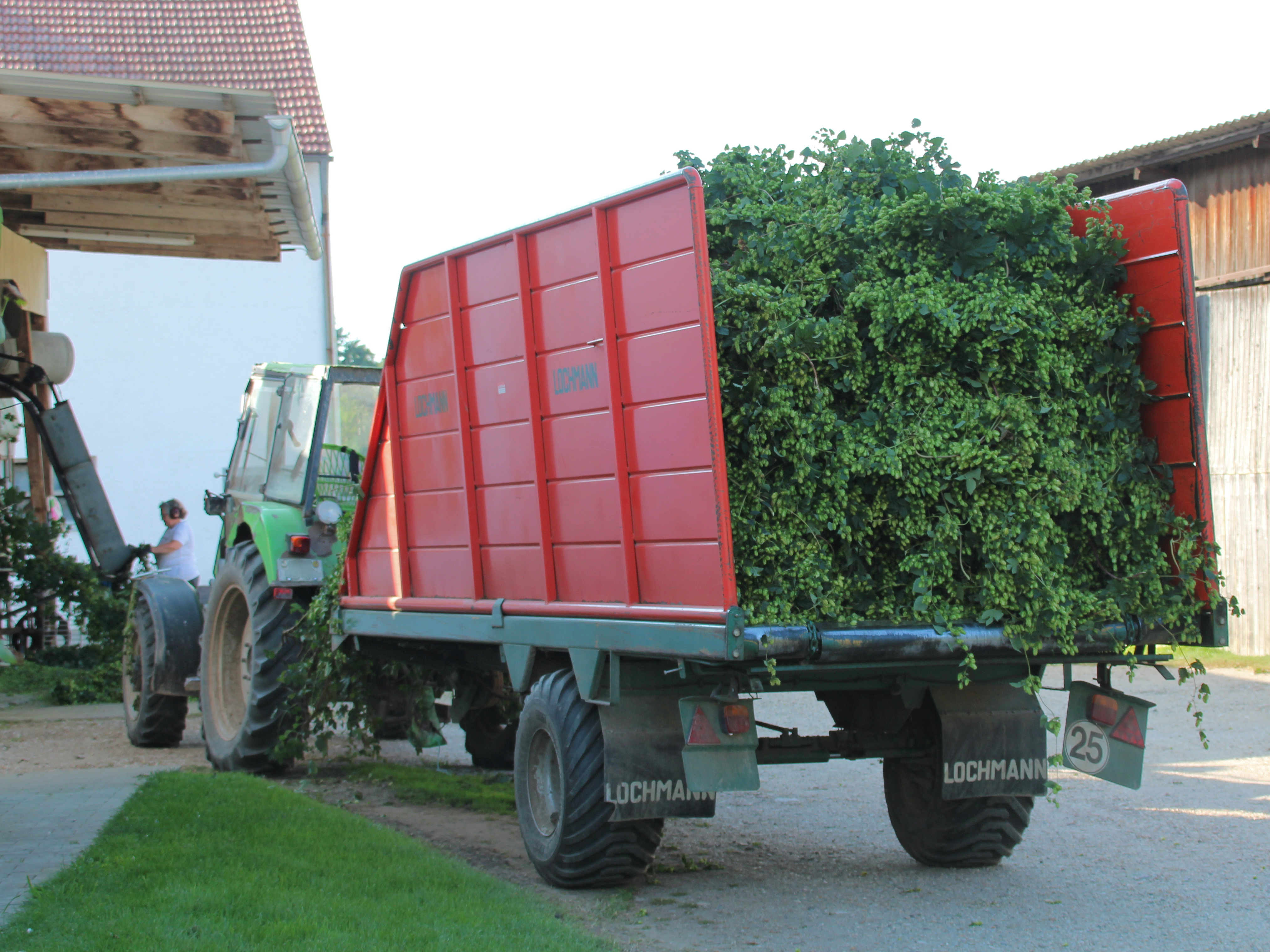
Récolte : transport des lianes coupées.
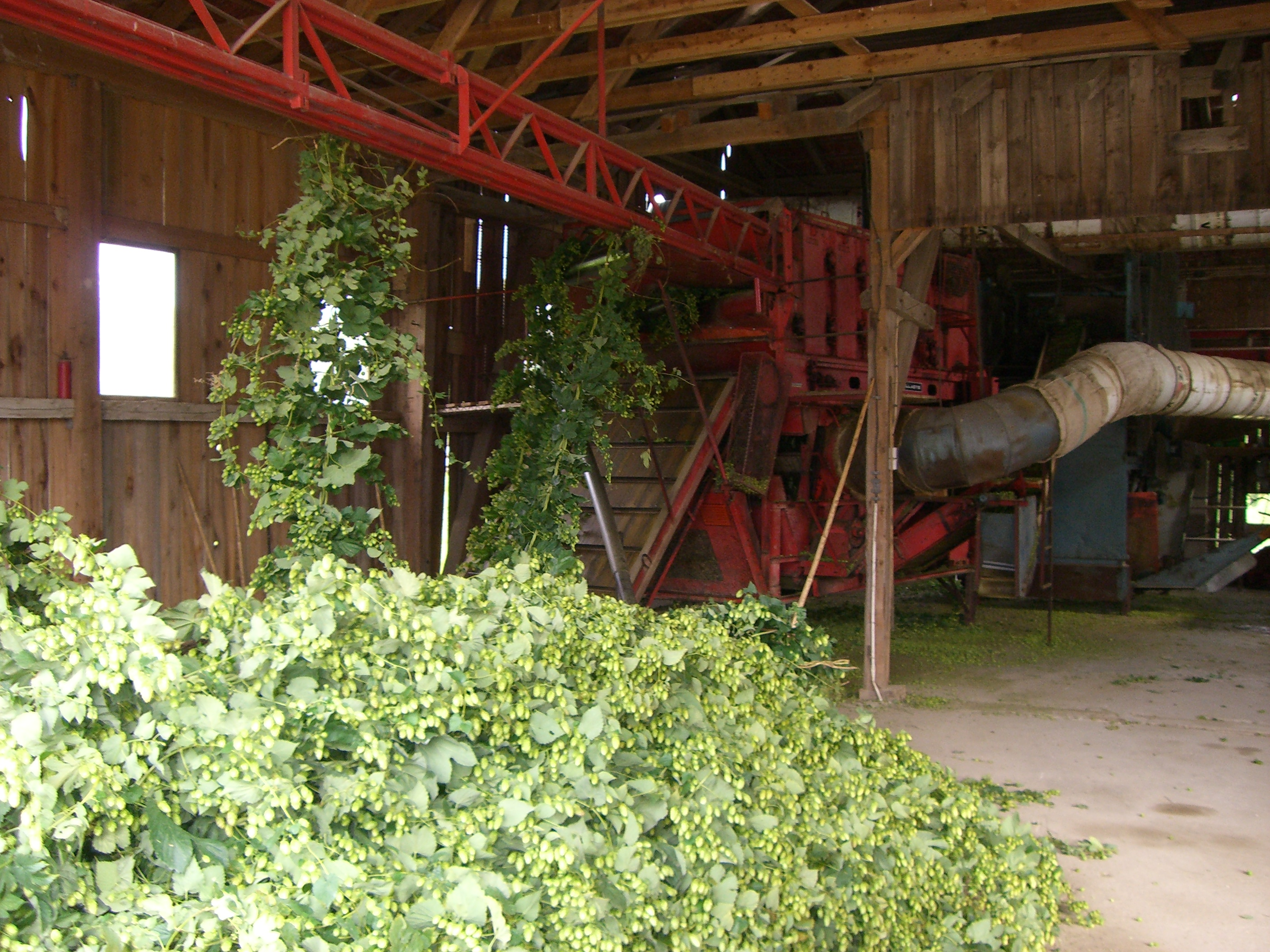
Récolte : traitement en atelier.
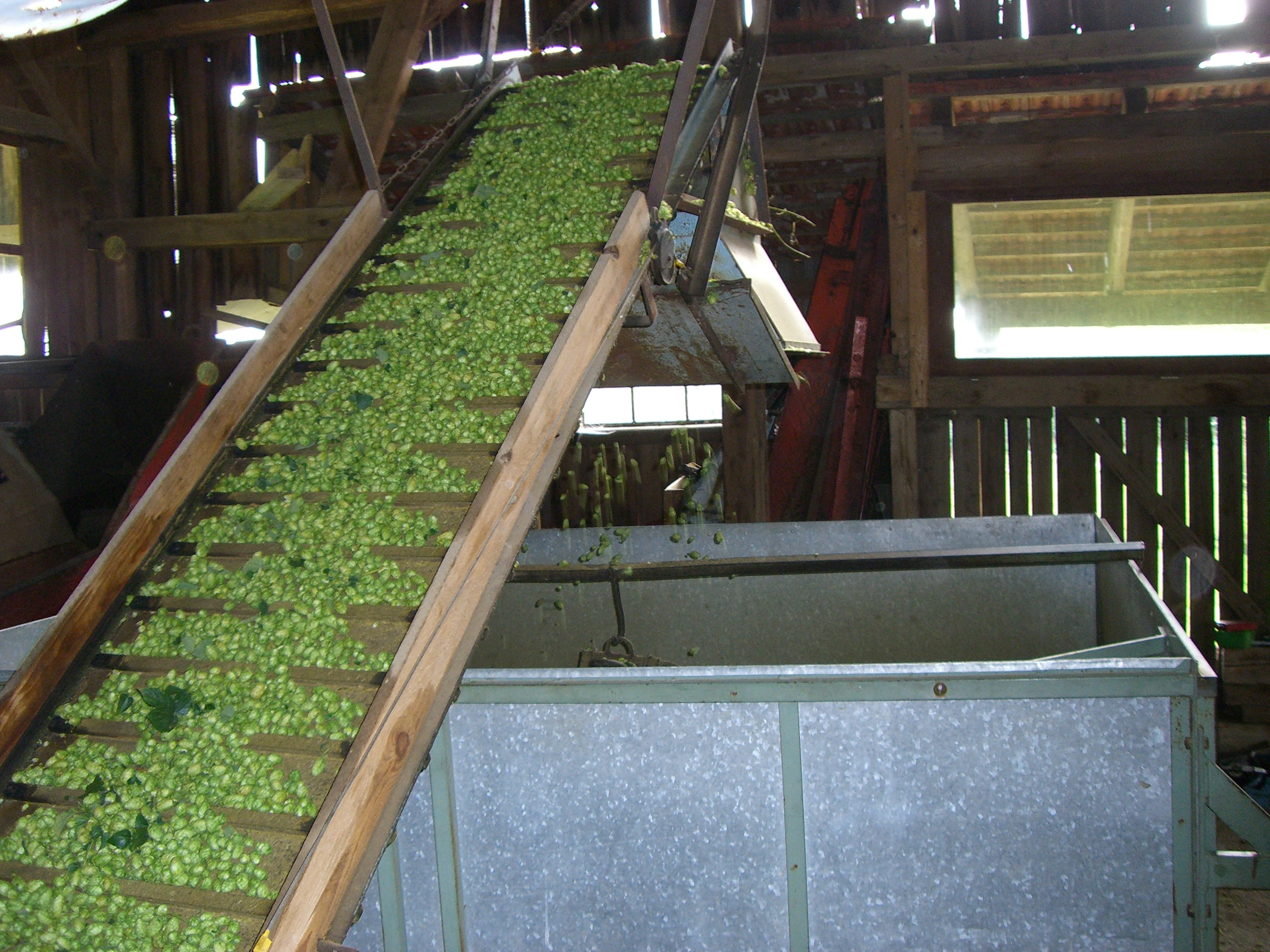
Récolte : séparation et tri des cônes.
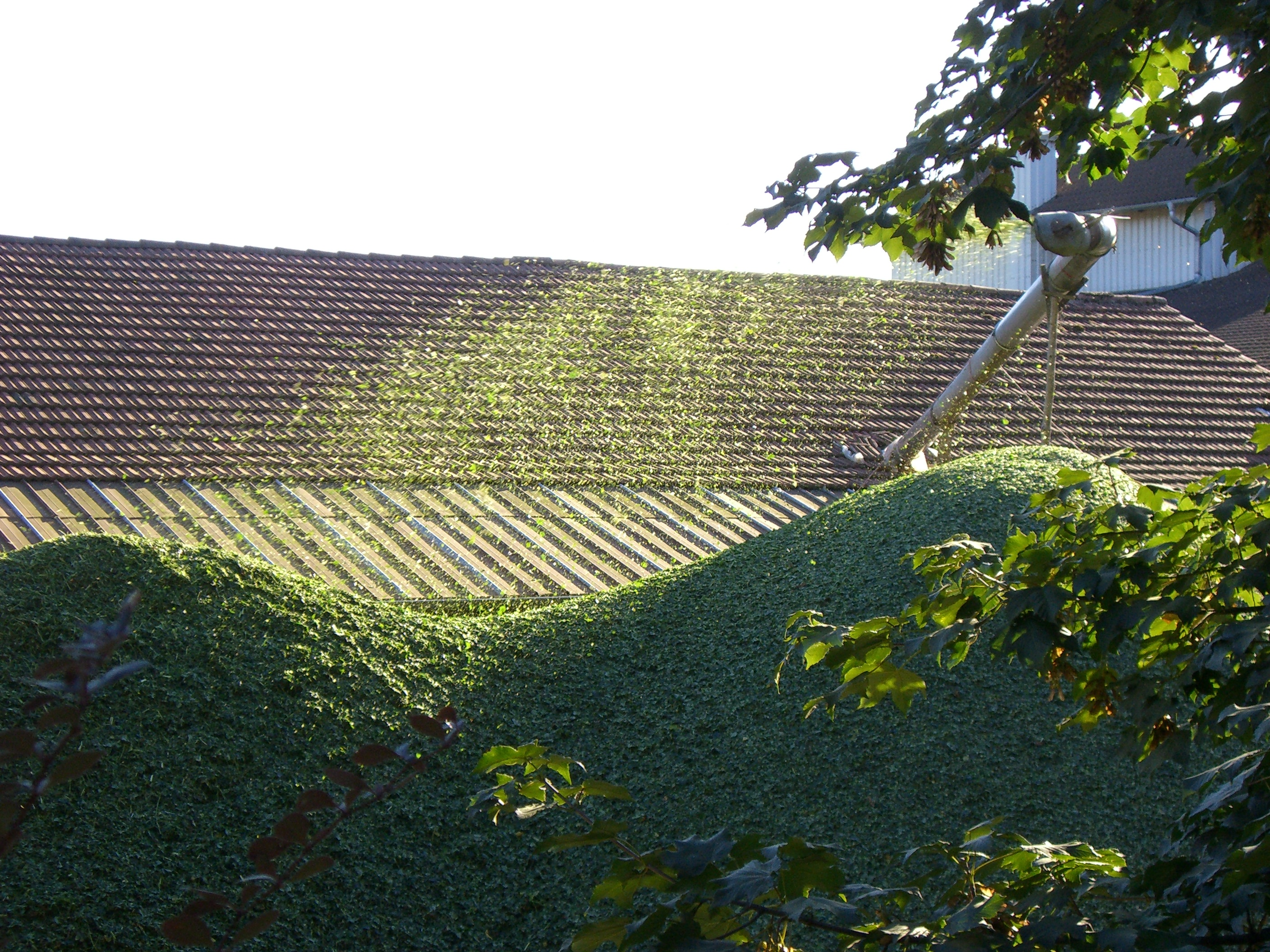
Évacuation des déchets.

La récolte des cônes commence vers la fin de l'été. Il faut compter environ 40 jours de la floraison à la récolte. Le houblon est souvent cueilli à la main. Cependant, plus récemment, des machines à récolter permettent de ramasser 8 à 10 kg de cônes par heure. Une cueilleuse mécanique arrache les lianes et une seconde machine, en atelier, les sépare des cônes (égrappage). Le rendement est de l'ordre de deux tonnes par hectare.

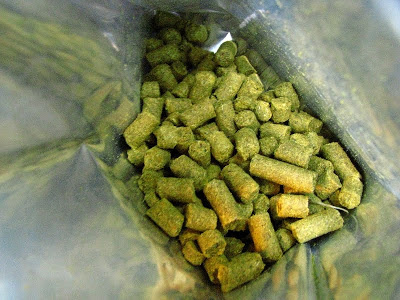
Granulés de houblon.

Les cônes récoltés en septembre à maturité sont soigneusement mis à sécher sur des claies ou séchés à la chaleur artificielle pour réduire le taux d'humidité à 6 %, puis emballés. On traite parfois le houblon à l'aide de dioxyde de soufre pour améliorer la couleur et empêcher la dégradation des principes actifs. Le houblon se détériore lors du vieillissement et de l'exposition à l'air. Bien conditionné sous atmosphère inerte, il se conserve trois ans.
Une fois récoltés, les cônes de houblon peuvent être transformés pour en faciliter la conservation, le transport et le stockage. Ils peuvent alors se présenter sous forme de cônes séchés (en feuilles), de granulés (pellets) ou d'extraits de houblon. Les cônes entiers sont généralement pressés et conditionnés en balles de 50 kg. Les granulés, conditionnés sous atmosphère contrôlée, sont obtenus par la compression de houblon séché et broyé, dont on a retiré une partie de la matière végétale pour améliorer la concentration en acides-alpha. L'extrait liquide de houblon permet de ne conserver que les huiles essentielles et résines du houblon par l'action généralement de gaz carbonique supercritique,.

### Cultivars
Les cultivars de houblon cultivés dans le monde se classent en deux groupes, le premier est composé de variétés traditionnelles européennes, le second dérive des variétés de houblon sauvage d'Amérique du Nord, avec cependant, une variation génétique relativement limitée parmi les principaux cultivars de houblon. Quelques caractéristiques importantes des cultivars modernes, comme la résistance aux maladies et la teneur élevée en acides alpha (convertis en composés amers dans la bière), sont connues pour provenir du houblon sauvage.

#### Houblons nobles

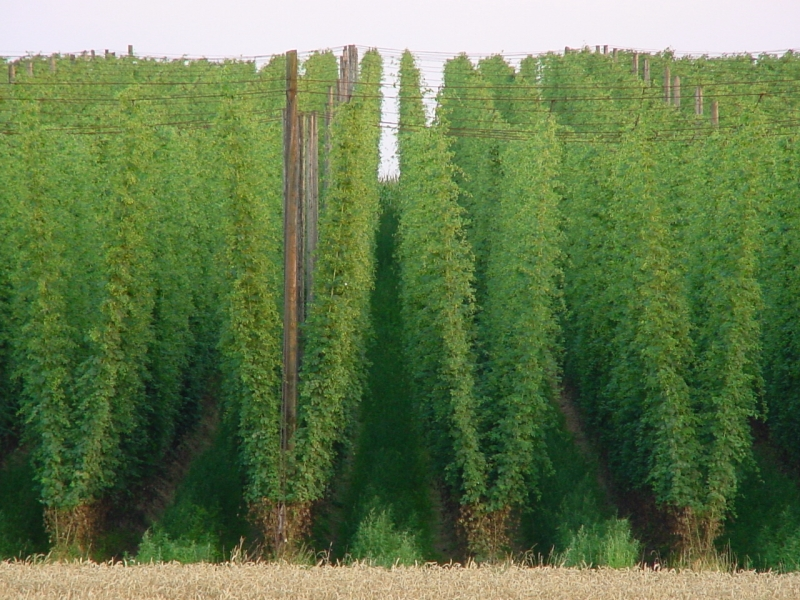
Houblonnière à Au, région de Hallertau (Allemagne).

L'expression « houblon noble » est un terme commercial qui désigne traditionnellement des variétés de houblon à faible amertume et riches en arôme. Il s'agit de quatre cultivars européens ou races : 'Hallertau', 'Tettnanger', 'Spalt' et 'Saaz'.
- 'Hallertau' ou 'Hallertauer', houblon allemand à lager original, qui doit son nom à la région de Hallertau ou Holledau, dans le centre de la Bavière ; en raison de sa sensibilité aux maladies, il a été largement remplacé par le cultivar 'Hersbruck' dans les années 1970 et 1980 (acide alpha 3,5–5,5 % / acide bêta 3–4 %).
- 'Tettnanger', originaire de Tettnang, petite ville du sud du Bade-Wurtemberg en Allemagne ; la région produit des quantités importantes de houblon qu'elle expédie à des brasserie du monde entier ; c'est un houblon noble allemand à double usage utilisé dans les lagers pâles européennes, parfois avec 'Hallertau' ; amertume légère (acide alpha 3,5–5,5 % / acide bêta 3,5–5,5 %).
- 'Spalt', houblon noble allemand traditionnel de la région de Spalt au sud de Nuremberg ; arôme délicat et épicé. (Alpha acid 4–5 % / acide bêta 4–5 %).
- 'Žatec' ou 'Saaz', houblon noble qui doit son nom à la ville de Žatec, largement utilisé en Bohême pour parfumer les lagers pâles tchèques telles que Pilsner Urquell ; arôme doux et amertume (acide alpha 3–4,5 % / acide bêta 3–4,5 %).

Les houblons nobles se caractérisent à l'analyse par leur qualité d'arôme résultant de la composition de l'huile essentielle, tels qu'un ratio acide alpha/acide bêta de 1/1, une faible teneur en acide alpha (2 à 5 %) avec une faible teneur en cohumulone, et en myrcène, une teneur élevée en humulène, un ratio humulène/caryophyllène supérieur à trois et une faible aptitude au stockage, les rendant plus sujets à l'oxydation. Cela signifie qu'ils ont un potentiel d'amertume relativement constant en vieillissant, en raison de l'oxydation des acides bêta, et une saveur qui s'améliore à mesure qu'ils vieillissent pendant les périodes de mauvais stockage,.

### Ravageurs et maladies
Le houblon cultivé est sujet à diverses maladies bactériennes, cryptogamiques et virales, et peut être infesté par de nombreux ravageurs, notamment des insectes et acariens. Les deux maladies principales sont le mildiou, dû à un oomycète, Pseudoperonospora humuli, et l'oïdium, dû à un champignon ascomycète, Podosphaera macularis.

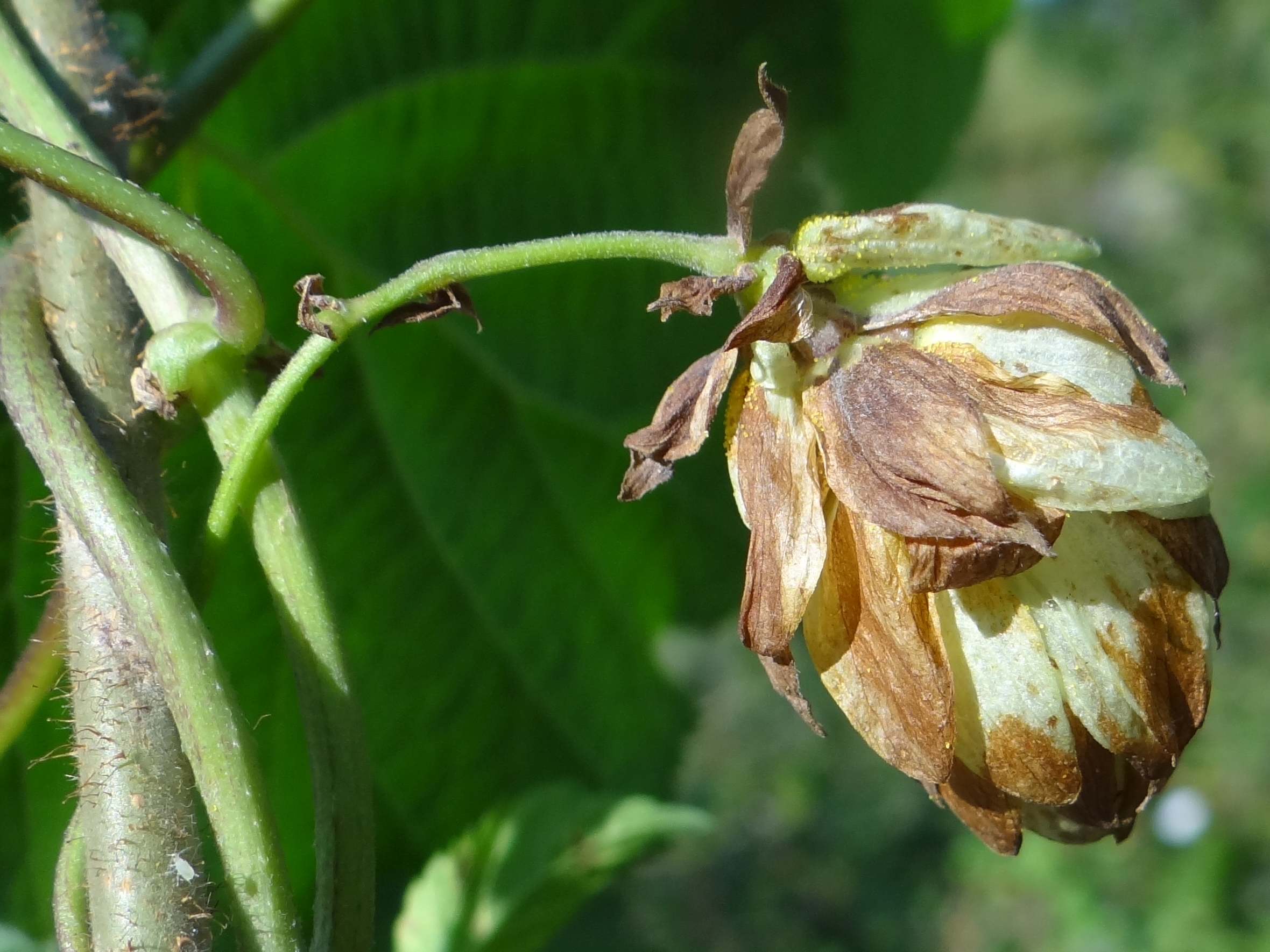
Symptômes du mildiou sur un cône de houblon.

De nombreuses autres espèces de champignons peuvent aussi infecter le houblon : Armillaria mellea, Ascochyta humuli, Cercospora humuli, Erysiphe cichoracearum, Fusarium oxysporum, Gibberella pulicaris, Glomerella cingulata, Mycosphaerella erysiphina, Oidium erysiphoides, Peronoplasmopara humuli, Cylindrosporium humuli, Phytophthora cactorum, Podosphaera humuli, Rhizoctonia solani, Sclerotinia sclerotiorum, Septoria humuli, Septoria lupulina, Sphaerotheca humuli, Typhula humulina, Verticillium albo-atrum, Botrytis cinerea (pourriture grise).
La plante peut également être infectée par des bactéries, dont Agrobacterium tumefaciens, Corynebacterium humuli et Pseudomonas cannabina, et des phytovirus et viroïdes, dont Apple mosaic virus, Arabis mosaic virus, Citrus bark cracking viroid, Hop mosaic virus, Hop stunt viroid, Hop latent virus, American hop latent virus, Prunus necrotic ringspot virus, Strawberry latent ringspot virus.
Deux espèces d'arthropodes ravageurs causent des dégâts importants : le puceron des feuilles du houblon (Phorodon humuli) et un acarien responsable de la brûlure rouge du houblon (Panonychus humuli).
Plusieurs espèces de papillons de nuit (hétérocères) se nourrissent de houblon, notamment l'Eupithécie du groseillier ou du houblon, Eupithecia assimilata (Geometridae), la Pyrale du houblon, Pleuroptya ruralis (Crambidae), la Noctuelle à museau, Hypena proboscidalis et le Toupet, Hypena rostralis (Noctuidae).
On a également isolé chez le houblon plusieurs espèces de nématodes : Ditylenchus destructor, Heterodera humuli, Meloidogyne hapla, Meloidogyne incognita et Meloidogyne javanica.
Une espèce de plantes parasite, Cuscuta europaea, peut aussi affecter les cultures de houblon.

## Utilisation

### Aromatisation de la bière
Les inflorescences femelles, les cônes, sont utilisées pour aromatiser la bière depuis le XIIe siècle lorsque Hildegarde de Bingen (1099-1179) découvrit les vertus aseptisantes et conservatrices du houblon (ainsi que son amertume). Il permettait ainsi à la bière de se conserver mieux et plus longtemps. Auparavant, un mélange d'herbes et d'épices, nommé gruit, était utilisé pour fabriquer ce que l'on appelait alors la cervoise.
La fonction du houblon dans le brassage est essentiellement d'apporter à la bière son arôme et son amertume caractéristiques. Le goût amer de la bière est dû aux acides alphas et l'arôme aux huiles essentielles.
Le houblon a également d'autres propriétés : il modifie les performances de la levure lors de la fermentation, il contribue à la texture de la bière (sensation en bouche) et ses propriétés bactéricides protègent la bière contre les risques d'altération par certains microorganismes. Pendant l'ébullition, il réduit la formation de mousse du moût et aide à la coagulation des protéines. C'est un agent actif dans la bière améliorant les performances de moussage et l'adhérence. Les cônes de houblon apportent des tanins qui peuvent augmenter le pouvoir réducteur d'une bière, et donc sa résistance à l'oxydation.

### Plante alimentaire
La plupart des organes du houblon : pousses, feuilles, fleurs, graines, rhizomes et huiles essentielles, sont comestibles. L'inflorescence femelle ou cône est la partie la plus fréquemment consommée dans les aliments (principalement dans la bière).

#### Pousse de houblon

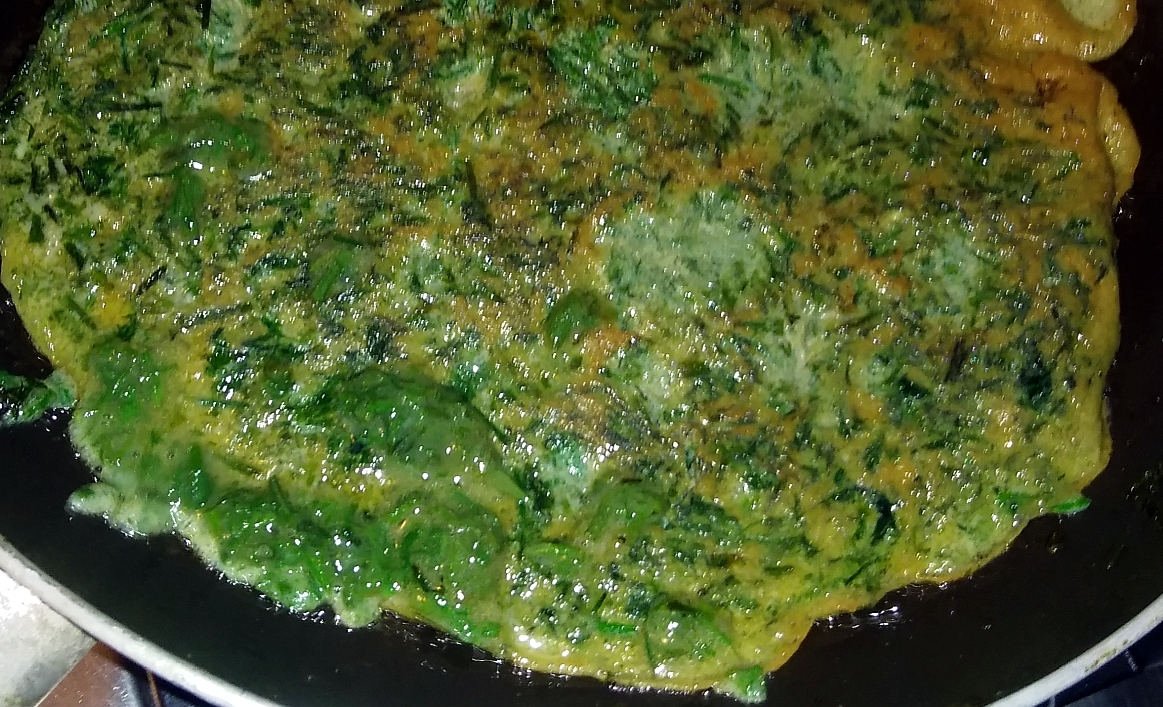
Omelette au houblon sauvage.

Les jeunes pousses de houblon, ou turions, sont comestibles lorsqu'elles sortent de terre au début du printemps. Elles peuvent être consommées comme légume, crues en salade ou cuites à l'instar des asperges, par exemple comme ingrédient d'une omelette ou d'un risotto. Dans ce cas, les variétés aromatiques et peu amères, contrairement à celles employées en brasserie, sont préférables. 

#### Feuille et tige
On peut également consommer jusqu'au début de l'été les jeunes feuilles et l'extrémité des jeunes rameaux et rejets qui apparaissent le long des tiges. Cet usage est cité par Olivier de Serres vers 1600 dans son Théâtre d'Agriculture et mesnage des champs (p. 562) :

« Du houblon, outre le plaisir de la rameure pour ombrage, tire-on ce profit, que d'en manger en la Prime-vere les tendres cimes des jettons en divers appareils. Sa fleur & sa semence sont aussi utiles à la biere. »

Il peut être également consommé en tisane, car il faciliterait le sommeil[réf. nécessaire].

#### Levain au houblon
Vers les XVe et XVIe siècles, dans certaines régions d'Europe centrale (Sud de l'Allemagne, Suisse alémanique, Hongrie) les boulangers se servaient pour fabriquer le pain blanc d'un levain au houblon, qui passait pour accélérer la fermentation. Ce levain, appelé hab en Suisse, était préparé avec de l'eau de houblon mélangée à de la farine. Son usage disparut quand il y eut une levure de boulangerie spéciale. Selon une étude espagnole récente (2020) le levain additionné d'extrait de houblon présente des propriétés antifongiques contre diverses espèces de champignons (Aspergillus parasiticus, Penicillium carneum, Penicillium polonicum, Penicillium paneum, Penicillium chermesinum, Aspergillus niger et Penicillium roqueforti) et permet de prolonger la durée de conservation du pain.

### Plante médicinale

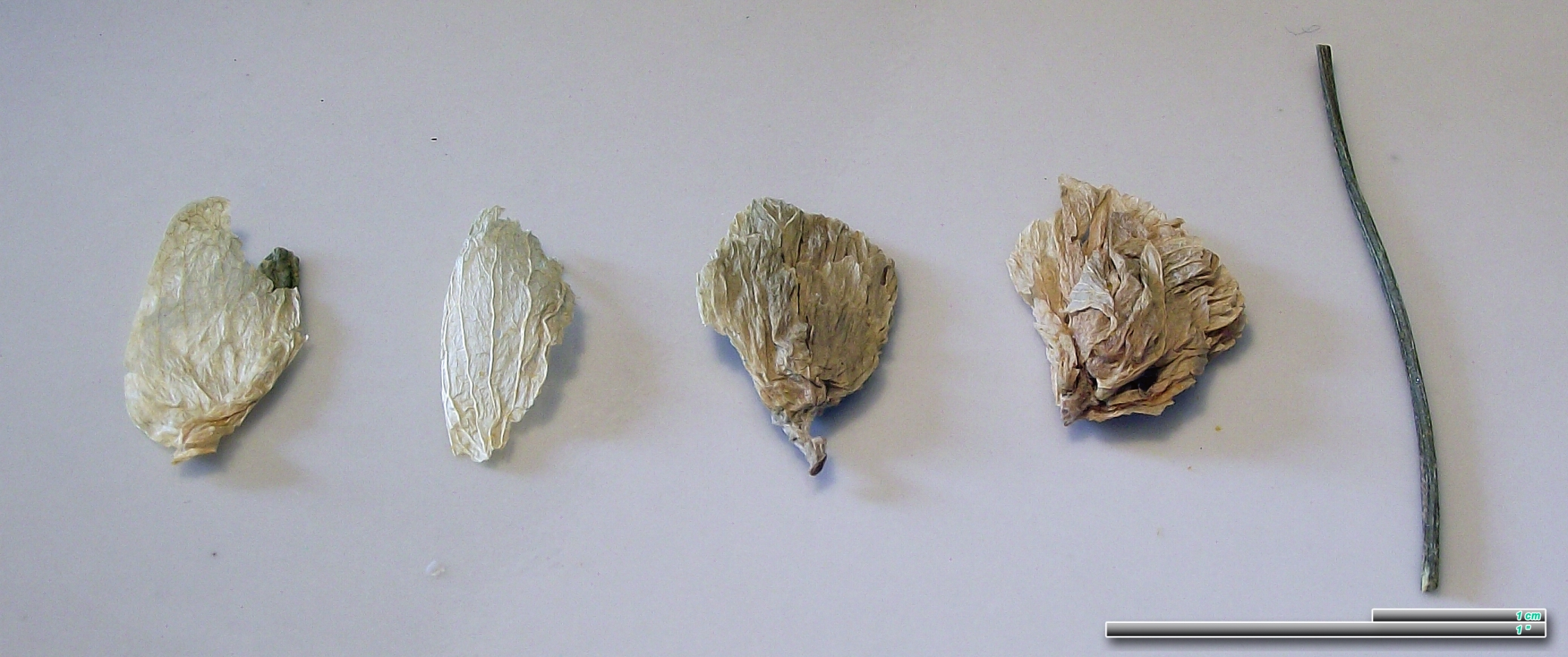
Lupuli flos : Inflorescence femelle de houblon, séchée.

- Partie utilisée : inflorescence femelle, le lupulin.
- Propriétés : sédatif, facilite la digestion, fébrifuge, et soigne l'irritabilité.

Certains auteurs du début du XXe siècle ont rapporté l'utilisation historique du houblon pour lutter contre la perte de cheveux. On croyait que le lavage de la tête avec de la bière, ou à l'aide d'une infusion préparée à base de houblon, stimulait la croissance des cheveux,
C'est une plante stomachique à essence sédative.
Le houblon contient un composé chimique ayant un pouvoir œstrogénique, c'est un flavonoïde prénylé : le 8-Prénylnaringinine ou 8PN (pour (±)-8-prénylnaringinine), appelé aussi hopéine. C'est l'une des substances œstrogéniques les plus puissantes in vitro parmi celles issues du règne végétal. Le lupulin, administré sous forme de poudre, a une action galactogène du fait de la présence d'hormone (phytoœstrogène).
Le lupulin présent dans les cônes de houblon mûr contient des acides (alpha et beta) responsables de son amertume. Les acides alpha (humulone (35 à 70 %), cohumulone (20 à 65 %) et adhumulone (10 à 15 %) sont importants en brasserie car ils contribuent à la stabilité de la mousse de la bière et servent aussi comme agents conservateurs. Ces composés amers facilitent par ailleurs la digestion et participent avec l'huile essentielle présente dans les cônes au pouvoir sédatif du houblon.
Le houblon servirait aussi à protéger contre certains types d'allergies. Il est considéré comme anaphrodisiaque.

### Cosmétique

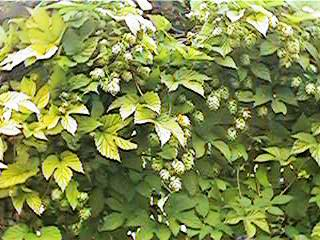
Houblon doré : Humulus lupulus 'Aureus'.

En cosmétique, selon la monographie de la nomenclature internationale des ingrédients cosmétiques (INCI), l'extrait de houblon (Humulus lupulus) et l'huile de houblon, ingrédients dérivés du strobile (ou cône) de la plante, sont recherchés pour les fonctions suivantes : 
- extrait : agent antimicrobien, antitranspirant, agent de conditionnement des cheveux et agent de conditionnement de la peau ;
- huile de houblon : ingrédient de parfum.

### Plante ornementale
Le houblon est également cultivé comme plante grimpante décorative dans les jardins d'ornement. Un cultivar à feuilles jaunes, Humulus lupulus cv. 'Aureus', a été sélectionné à cet effet et a obtenu en Angleterre un prix, Award of Garden Merit (AGM), décerné par la Royal Horticultural Society,.

### Autres usages
Les longues tiges de houblon récoltées de septembre à novembre peuvent être utilisées pour la vannerie sauvage.

## Phytochimie
| Composants            | Pourcentage |
| Résines totales       | 15-30       |
| Huile essentielle     | 0,5-3       |
| Protéines             | 15          |
| Monosaccharides       | 2           |
| Polyphénols (tannins) | 4           |
| Pectines              | 2           |
| Acides aminés         | 0,1         |
| Cires et stéroïdes    | traces-25   |
| Cendres               | 8           |
| Humidité              | 10          |
| Cellulose, etc.       | 43          |

Structure de la molécule d'humulone.

Plus de 1 000 composés chimiques, y compris les isomères dérivés de certaines substances naturelles, ont été identifiés chez le houblon dans les inflorescences femelles (cônes). Ces composés sont des métabolites secondaires et comprennent, entre autres, des résines, des huiles essentielles, des protéines et des polyphénols. Les produits les plus importants sur le plan économique sont l'huile essentielle volatile et les acides amers. En outre, des flavonoïdes prénylés ayant une activité œstrogénique ont été identifiés. Les autres parties du houblon (feuilles, tiges et rhizomes) n'ont été que très peu étudiées.
Les « acides amers », acides alpha et acides bêta, représentent de 5 à 20 % du poids des cônes de houblon à maturité. Les acides alpha, en particulier l'humulone (35 à 70 % des acides alpha totaux), la cohumulone (20 à 65 %) et l'adhumulone (10 à 15 %) sont considérés comme les constituants les plus importants pour déterminer la qualité du houblon.
Les principaux constituants volatils sont un monoterpène, le myrcène, et des sesquiterpènes, le β-caryophyllène et l'humulène, qui représentent de 57 à 82 % de l'huile essentielle, selon le cultivar et la méthode de détection.

### Résines
Les résines du houblon peuvent être solubilisées à froid dans du méthanol et de l'éther diéthylique. On distingue les résines molles, solubles dans l’hexane, et les résines dures, insolubles. On admet généralement que les résines dures pourraient provenir de l'oxydation des résines molles. Les cônes de houblon entiers ont une teneur élevée en résines molles (de 10 à 25 % du poids total), contre 3 à 5 % pour les résines dures. Ces teneurs peuvent varier en fonction de divers facteurs, comme les variétés de houblon et les conditions climatiques.
Les résines molles comprennent les acides amers : acides alpha (de 3 à 17 %) et acides bêta (de 2 à 7 %), qui sont respectivement des dérivés di- ou tri-prénylés du phloroglucinol, ainsi qu’un groupe de composants non caractérisés, qui forment avec les acides bêta la fraction bêta. Les acides alpha ont cinq composants : humulone, cohumulone, adhumulone, préhumulone et posthumulone, les deux derniers étant minoritaires. Les acides bêta ont cinq autres homologues : colupulone, lupulone, adlupulone, prélupulone et postlupulone.
Pendant le stockage le processus d’oxydation du houblon peut entraîner une diminution de la teneur en acides alpha. Au cours du processus de brassage, le houblon brut est ajouté au moût bouillant et les acides alpha sont isomérisés en acides iso-alpha, qui sont les principaux composés responsables du goût amer de la bière.

### Huile essentielle
L'huile essentielle est sécrétée par les glandes de lupuline. Elle représente 0,5 à 3 % du houblon séché. Elle confère au houblon son odeur caractéristique et transfère ses arômes et sa saveur à la bière. On a identifié dans l'huile essentielle de houblon plus de 400 composés différents que l'on peut classer en trois grands groupes : 
- hydrocarbures : aliphatiques, monoterpènes et sesquiterpènes ; la fraction hydrocarbonée est la plus abondante (entre 50 et 80% du total de l'huile) et les composés les plus abondants de cette fraction sont les monoterpènes α- et β-pinène, et myrcène.
- composés oxygénés : la fraction oxygénée, qui représente 30 % de l'huile essentielle, est un mélange complexe de différents composés tels qu'alcools, aldéhydes, acides, esters, cétones, entre autres ; les principaux composés étudiés à partir de cette fraction sont entre autres le linalol et le géraniol ;
- composés soufrés : la fraction soufrée est présente en faible quantité dans l'huile essentielle de houblon (moins de 1 %), elles comprend notamment des thioesters et des sulfures de terpénoïdes cycliques ; ces composés aux arômes puissants jouent un rôle clé dans la saveur globale de la bière[67].

### Polyphénols
Les polyphénols du houblon sont surtout présents dans les bractées des cônes. Leur teneur dans le cône peut fluctuer entre 4 et 14 % (matière sèche) en fonction des variétés de houblon et des conditions climatiques.
Les polyphénols peuvent être regroupés en :
- flavonols, notamment quercétine et kaempférol ;
- flavan-3-ols, notamment (+)-catéchine, (-)-épicatéchine, et (+)-gallocatéchine, et leur polymères, proanthocyanidines et tanins condensés ;
- acides carboxy-phénoliques, dont l'acide férulique est le composé le plus représentatif ;
- autres composés polyphénoliques, dont les glucosides multifidols (dérivés du phloroglucinol) et les flavonoïdes prénylés (xanthohumol, isoxanthohumol, desméthylxanthohumol et 6 et 8-prénylnaringénine), qui sont des composés phénoliques propres aux inflorescences de houblon[67].

## Toxicité
La récolte du houblon peut provoquer des dermites de contact chez les cueilleurs. Environ 3 % de ces derniers souffrent d'un certain type de lésions cutanées sur le visage, les mains et les jambes. Peu de cas, cependant, nécessitent un traitement médical.
Les cônes de houblon sont toxiques pour les chiens, chez lesquels on constate une hyperthermie maligne en cas d'ingestion, la température corporelle pouvant dépasser 40 °C, accompagnée de vomissements et de tachycardie, évoluant dans les cas graves vers une coagulopathie. La mort peut survenir dans les 6 heures suivant l'ingestion. On constate aux États-Unis une recrudescence de ces cas d'intoxication avec le développement de la production de bière chez les particuliers,.

## Symbolique

Blason de la ville de Hummelfeld (Schleswig-Holstein) en Allemagne.

Héraldique : le houblon est représenté sur le blason de nombreuses villes d'Europe, notamment en Allemagne et en Tchéquie[Par exemple ?].
En Allemagne, le houblon a été désigné « plante médicinale de l'année » (en allemand : Arzneipflanze des Jahres) en 2007.
Dans le Kent (Royaume-Uni), le houblon a été élu « fleur du comté » (en anglais : County flower of Kent) en 2002.
Dans le langage des fleurs, le houblon symbolise l'injustice et offrir des fleurs de houblon revient à dire « Je suis impatient de vous embrasser ».
Le houblon voit son nom attribué au 23e jour du mois de fructidor du calendrier républicain ou révolutionnaire français, généralement chaque 9 septembre du calendrier grégorien.
Une « fête du houblon » (Hoppefeesten) est organisée tous les trois ans à la mi-septembre à Poperinge en Flandre occidentale (Belgique)[réf. souhaitée].

#### Référence taxinomiques
- (fr) Belles fleurs de France : Humulus lupulus (consulté le 13 mars 2021)
- (en) BioLib : Humulus lupulus L. (consulté le 13 mars 2021)
- (en) Flora of North America : Humulus lupulus  (consulté le 13 mars 2021)
- (en) Flora of China : Humulus lupulus  (consulté le 13 mars 2021)
- (en) Flora of Pakistan : Humulus lupulus  (consulté le 13 mars 2021)
- (fr + en) GBIF : Humulus lupulus L. (consulté le 13 mars 2021)
- (fr) INPN : Humulus lupulus L., 1753 (TAXREF)  (consulté le 13 mars 2021)
- (fr + en) ITIS : Humulus lupulus L. (consulté le 13 mars 2021)
- (en) NCBI : Humulus lupulus L. (taxons inclus) (consulté le 13 mars 2021)
- (en) POWO : Humulus lupulus L. (consulté le 13 mars 2021)
- (fr) Tela Botanica (France métro) : Humulus lupulus L. (consulté le 13 mars 2021)
- (en) Tropicos : Humulus lupulus L.  (+ liste sous-taxons) (consulté le 13 mars 2021)
- (en) World Flora Online : Humulus lupulus L. (+descriptions) (consulté le 13 mars 2021)

#### Autres
- (en) Kevin Dodds, « Hops  a guide for new growers », NSW Government - Department of Primary Industries, 2017 (consulté le 8 mars 2021).
- (en) « Safety Assessment of Humulus Lupulus (Hops) Extract and Oil as Used in Cosmetics », sur cir-safety.org/, Cosmetic Ingredient Review (CIR), 8 mai 2017 (consulté le 8 mars 2021).
- (en) Terekhina N.V., « Humulus lupulus L. - Hop, twisted  », sur agroatlas.ru/en/, AgroAtlas Project, 2003/2009 (consulté le 21 mars 2021).